# Lista de asteroides (60001-61000)
Esta é uma lista parcial de asteroides, do asteroide número 60001 até o 61000, inclusive. Veja também o índice com todas as listas disponíveis.

| Objeto Próximos à Terra | Cinturão de asteroides (interno) | Cinturão de asteroides (externo) | Centauro       |
| Cruzador de Marte       | Cinturão de asteroides (meio)    | Troianos de Júpiter              | Transnetuniano |

Veja mais dados de cada asteroide na ligação externa para o Minor Planet Center na última coluna.
Índice: 60001... 60101... 60201... 60301... 60401... 60501... 60601... 60701... 60801... 60901... 

## 60001–60100
| Designação         | Designação | Descoberta  | Descoberta              | Descobridor(es)        | Categoria | Mais informações / Referência |
| Permanente         | Provisória | Data        | Local                   | Descobridor(es)        | Categoria | Mais informações / Referência |
| ------------------ | ---------- | ----------- | ----------------------- | ---------------------- | --------- | ----------------------------- |
| 60001 Adélka       | 1999 TG5   | 4 out 1999  | Ondřejov                | L. Kotková             | —         | MPC                           |
| 60002              | 1999 TU5   | 6 out 1999  | High Point              | D. K. Chesney          | —         | MPC                           |
| 60003              | 1999 TM7   | 7 out 1999  | Višnjan Observatory     | K. Korlević, M. Jurić  | —         | MPC                           |
| 60004              | 1999 TC13  | 10 out 1999 | Oizumi                  | T. Kobayashi           | —         | MPC                           |
| 60005              | 1999 TW15  | 7 out 1999  | Višnjan Observatory     | K. Korlević, M. Jurić  | Ursula    | MPC                           |
| 60006 Holgermandel | 1999 TB16  | 13 out 1999 | Starkenburg Observatory | Starkenburg Obs.       | —         | MPC                           |
| 60007              | 1999 TO16  | 13 out 1999 | Ondřejov                | P. Kušnirák, P. Pravec | —         | MPC                           |
| 60008 Jarda        | 1999 TP16  | 14 out 1999 | Ondřejov                | L. Kotková             | —         | MPC                           |
| 60009              | 1999 TL17  | 15 out 1999 | Modra                   | A. Galád, J. Tóth      | —         | MPC                           |
| 60010              | 1999 TK18  | 13 out 1999 | Xinglong                | SCAP                   | —         | MPC                           |
| 60011              | 1999 TA20  | 15 out 1999 | Xinglong                | SCAP                   | —         | MPC                           |
| 60012              | 1999 TU26  | 3 out 1999  | Socorro                 | LINEAR                 | —         | MPC                           |
| 60013              | 1999 TW26  | 3 out 1999  | Socorro                 | LINEAR                 | —         | MPC                           |
| 60014              | 1999 TW27  | 3 out 1999  | Socorro                 | LINEAR                 | —         | MPC                           |
| 60015              | 1999 TD31  | 4 out 1999  | Socorro                 | LINEAR                 | —         | MPC                           |
| 60016              | 1999 TJ33  | 4 out 1999  | Socorro                 | LINEAR                 | Brangane  | MPC                           |
| 60017              | 1999 TP36  | 12 out 1999 | Anderson Mesa           | LONEOS                 | —         | MPC                           |
| 60018              | 1999 TN37  | 15 out 1999 | Anderson Mesa           | LONEOS                 | —         | MPC                           |
| 60019              | 1999 TW38  | 1 out 1999  | Catalina                | CSS                    | —         | MPC                           |
| 60020              | 1999 TN39  | 3 out 1999  | Catalina                | CSS                    | —         | MPC                           |
| 60021              | 1999 TT42  | 3 out 1999  | Kitt Peak               | Spacewatch             | Ursula    | MPC                           |
| 60022              | 1999 TX44  | 3 out 1999  | Kitt Peak               | Spacewatch             | —         | MPC                           |
| 60023              | 1999 TC45  | 3 out 1999  | Kitt Peak               | Spacewatch             | —         | MPC                           |
| 60024              | 1999 TW47  | 4 out 1999  | Kitt Peak               | Spacewatch             | —         | MPC                           |
| 60025              | 1999 TY52  | 6 out 1999  | Kitt Peak               | Spacewatch             | —         | MPC                           |
| 60026              | 1999 TC72  | 9 out 1999  | Kitt Peak               | Spacewatch             | Ursula    | MPC                           |
| 60027              | 1999 TP80  | 11 out 1999 | Kitt Peak               | Spacewatch             | —         | MPC                           |
| 60028              | 1999 TB81  | 11 out 1999 | Kitt Peak               | Spacewatch             | —         | MPC                           |
| 60029              | 1999 TM88  | 2 out 1999  | Socorro                 | LINEAR                 | Ursula    | MPC                           |
| 60030              | 1999 TE89  | 2 out 1999  | Socorro                 | LINEAR                 | —         | MPC                           |
| 60031              | 1999 TH89  | 2 out 1999  | Socorro                 | LINEAR                 | —         | MPC                           |
| 60032              | 1999 TJ92  | 2 out 1999  | Socorro                 | LINEAR                 | —         | MPC                           |
| 60033              | 1999 TV92  | 2 out 1999  | Socorro                 | LINEAR                 | —         | MPC                           |
| 60034              | 1999 TX92  | 2 out 1999  | Socorro                 | LINEAR                 | —         | MPC                           |
| 60035              | 1999 TO93  | 2 out 1999  | Socorro                 | LINEAR                 | —         | MPC                           |
| 60036              | 1999 TD94  | 2 out 1999  | Socorro                 | LINEAR                 | Ursula    | MPC                           |
| 60037              | 1999 TH94  | 2 out 1999  | Socorro                 | LINEAR                 | —         | MPC                           |
| 60038              | 1999 TR94  | 2 out 1999  | Socorro                 | LINEAR                 | —         | MPC                           |
| 60039              | 1999 TS94  | 2 out 1999  | Socorro                 | LINEAR                 | —         | MPC                           |
| 60040              | 1999 TK96  | 2 out 1999  | Socorro                 | LINEAR                 | —         | MPC                           |
| 60041              | 1999 TF100 | 2 out 1999  | Socorro                 | LINEAR                 | —         | MPC                           |
| 60042              | 1999 TF102 | 2 out 1999  | Socorro                 | LINEAR                 | —         | MPC                           |
| 60043              | 1999 TT102 | 2 out 1999  | Socorro                 | LINEAR                 | —         | MPC                           |
| 60044              | 1999 TA103 | 2 out 1999  | Socorro                 | LINEAR                 | —         | MPC                           |
| 60045              | 1999 TD104 | 3 out 1999  | Socorro                 | LINEAR                 | Phocaea   | MPC                           |
| 60046              | 1999 TL104 | 3 out 1999  | Socorro                 | LINEAR                 | —         | MPC                           |
| 60047              | 1999 TQ104 | 3 out 1999  | Socorro                 | LINEAR                 | Brangane  | MPC                           |
| 60048              | 1999 TS104 | 3 out 1999  | Socorro                 | LINEAR                 | —         | MPC                           |
| 60049              | 1999 TW105 | 3 out 1999  | Socorro                 | LINEAR                 | —         | MPC                           |
| 60050              | 1999 TJ106 | 4 out 1999  | Socorro                 | LINEAR                 | —         | MPC                           |
| 60051              | 1999 TN106 | 4 out 1999  | Socorro                 | LINEAR                 | —         | MPC                           |
| 60052              | 1999 TM107 | 4 out 1999  | Socorro                 | LINEAR                 | Brangane  | MPC                           |
| 60053              | 1999 TB109 | 4 out 1999  | Socorro                 | LINEAR                 | —         | MPC                           |
| 60054              | 1999 TF110 | 4 out 1999  | Socorro                 | LINEAR                 | —         | MPC                           |
| 60055              | 1999 TB112 | 4 out 1999  | Socorro                 | LINEAR                 | —         | MPC                           |
| 60056              | 1999 TG116 | 4 out 1999  | Socorro                 | LINEAR                 | —         | MPC                           |
| 60057              | 1999 TZ117 | 4 out 1999  | Socorro                 | LINEAR                 | —         | MPC                           |
| 60058              | 1999 TE118 | 4 out 1999  | Socorro                 | LINEAR                 | —         | MPC                           |
| 60059              | 1999 TG118 | 4 out 1999  | Socorro                 | LINEAR                 | —         | MPC                           |
| 60060              | 1999 TS118 | 4 out 1999  | Socorro                 | LINEAR                 | —         | MPC                           |
| 60061              | 1999 TY118 | 4 out 1999  | Socorro                 | LINEAR                 | —         | MPC                           |
| 60062              | 1999 TE119 | 4 out 1999  | Socorro                 | LINEAR                 | —         | MPC                           |
| 60063              | 1999 TN121 | 4 out 1999  | Socorro                 | LINEAR                 | —         | MPC                           |
| 60064              | 1999 TG123 | 4 out 1999  | Socorro                 | LINEAR                 | —         | MPC                           |
| 60065              | 1999 TR123 | 4 out 1999  | Socorro                 | LINEAR                 | —         | MPC                           |
| 60066              | 1999 TM124 | 4 out 1999  | Socorro                 | LINEAR                 | —         | MPC                           |
| 60067              | 1999 TH126 | 4 out 1999  | Socorro                 | LINEAR                 | —         | MPC                           |
| 60068              | 1999 TN127 | 4 out 1999  | Socorro                 | LINEAR                 | —         | MPC                           |
| 60069              | 1999 TK129 | 6 out 1999  | Socorro                 | LINEAR                 | —         | MPC                           |
| 60070              | 1999 TY129 | 6 out 1999  | Socorro                 | LINEAR                 | —         | MPC                           |
| 60071              | 1999 TY131 | 6 out 1999  | Socorro                 | LINEAR                 | —         | MPC                           |
| 60072              | 1999 TN132 | 6 out 1999  | Socorro                 | LINEAR                 | —         | MPC                           |
| 60073              | 1999 TQ135 | 6 out 1999  | Socorro                 | LINEAR                 | —         | MPC                           |
| 60074              | 1999 TV137 | 6 out 1999  | Socorro                 | LINEAR                 | —         | MPC                           |
| 60075              | 1999 TZ142 | 7 out 1999  | Socorro                 | LINEAR                 | —         | MPC                           |
| 60076              | 1999 TC143 | 7 out 1999  | Socorro                 | LINEAR                 | —         | MPC                           |
| 60077              | 1999 TZ143 | 7 out 1999  | Socorro                 | LINEAR                 | —         | MPC                           |
| 60078              | 1999 TS146 | 7 out 1999  | Socorro                 | LINEAR                 | Brangane  | MPC                           |
| 60079              | 1999 TB147 | 7 out 1999  | Socorro                 | LINEAR                 | —         | MPC                           |
| 60080              | 1999 TG149 | 7 out 1999  | Socorro                 | LINEAR                 | —         | MPC                           |
| 60081              | 1999 TV149 | 7 out 1999  | Socorro                 | LINEAR                 | —         | MPC                           |
| 60082              | 1999 TL150 | 7 out 1999  | Socorro                 | LINEAR                 | —         | MPC                           |
| 60083              | 1999 TG151 | 7 out 1999  | Socorro                 | LINEAR                 | —         | MPC                           |
| 60084              | 1999 TT151 | 7 out 1999  | Socorro                 | LINEAR                 | —         | MPC                           |
| 60085              | 1999 TA152 | 7 out 1999  | Socorro                 | LINEAR                 | —         | MPC                           |
| 60086              | 1999 TC152 | 7 out 1999  | Socorro                 | LINEAR                 | —         | MPC                           |
| 60087              | 1999 TY152 | 7 out 1999  | Socorro                 | LINEAR                 | Brangane  | MPC                           |
| 60088              | 1999 TR153 | 7 out 1999  | Socorro                 | LINEAR                 | —         | MPC                           |
| 60089              | 1999 TK154 | 7 out 1999  | Socorro                 | LINEAR                 | —         | MPC                           |
| 60090              | 1999 TC156 | 7 out 1999  | Socorro                 | LINEAR                 | —         | MPC                           |
| 60091              | 1999 TG156 | 7 out 1999  | Socorro                 | LINEAR                 | —         | MPC                           |
| 60092              | 1999 TJ157 | 9 out 1999  | Socorro                 | LINEAR                 | —         | MPC                           |
| 60093              | 1999 TR157 | 9 out 1999  | Socorro                 | LINEAR                 | —         | MPC                           |
| 60094              | 1999 TQ161 | 9 out 1999  | Socorro                 | LINEAR                 | —         | MPC                           |
| 60095              | 1999 TX162 | 9 out 1999  | Socorro                 | LINEAR                 | —         | MPC                           |
| 60096              | 1999 TG166 | 10 out 1999 | Socorro                 | LINEAR                 | —         | MPC                           |
| 60097              | 1999 TZ166 | 10 out 1999 | Socorro                 | LINEAR                 | —         | MPC                           |
| 60098              | 1999 TM170 | 10 out 1999 | Socorro                 | LINEAR                 | —         | MPC                           |
| 60099              | 1999 TW173 | 10 out 1999 | Socorro                 | LINEAR                 | —         | MPC                           |
| 60100              | 1999 TV175 | 10 out 1999 | Socorro                 | LINEAR                 | —         | MPC                           |

## 60101–60200
| Designação       | Designação | Descoberta  | Descoberta              | Descobridor(es)         | Categoria | Mais informações / Referência |
| Permanente       | Provisória | Data        | Local                   | Descobridor(es)         | Categoria | Mais informações / Referência |
| ---------------- | ---------- | ----------- | ----------------------- | ----------------------- | --------- | ----------------------------- |
| 60101            | 1999 TJ176 | 10 out 1999 | Socorro                 | LINEAR                  | —         | MPC                           |
| 60102            | 1999 TY182 | 11 out 1999 | Socorro                 | LINEAR                  | —         | MPC                           |
| 60103            | 1999 TP187 | 12 out 1999 | Socorro                 | LINEAR                  | —         | MPC                           |
| 60104            | 1999 TZ194 | 12 out 1999 | Socorro                 | LINEAR                  | —         | MPC                           |
| 60105            | 1999 TJ197 | 12 out 1999 | Socorro                 | LINEAR                  | —         | MPC                           |
| 60106            | 1999 TT201 | 13 out 1999 | Socorro                 | LINEAR                  | —         | MPC                           |
| 60107            | 1999 TY201 | 13 out 1999 | Socorro                 | LINEAR                  | —         | MPC                           |
| 60108            | 1999 TF205 | 13 out 1999 | Socorro                 | LINEAR                  | Brangane  | MPC                           |
| 60109            | 1999 TO212 | 15 out 1999 | Socorro                 | LINEAR                  | Ursula    | MPC                           |
| 60110            | 1999 TB213 | 15 out 1999 | Socorro                 | LINEAR                  | —         | MPC                           |
| 60111            | 1999 TL213 | 15 out 1999 | Socorro                 | LINEAR                  | Brangane  | MPC                           |
| 60112            | 1999 TZ216 | 15 out 1999 | Socorro                 | LINEAR                  | —         | MPC                           |
| 60113            | 1999 TB217 | 15 out 1999 | Socorro                 | LINEAR                  | —         | MPC                           |
| 60114            | 1999 TD222 | 2 out 1999  | Anderson Mesa           | LONEOS                  | —         | MPC                           |
| 60115            | 1999 TK222 | 2 out 1999  | Catalina                | CSS                     | Brangane  | MPC                           |
| 60116            | 1999 TW222 | 2 out 1999  | Socorro                 | LINEAR                  | —         | MPC                           |
| 60117            | 1999 TZ222 | 3 out 1999  | Catalina                | CSS                     | —         | MPC                           |
| 60118            | 1999 TQ223 | 2 out 1999  | Socorro                 | LINEAR                  | —         | MPC                           |
| 60119            | 1999 TU223 | 2 out 1999  | Socorro                 | LINEAR                  | —         | MPC                           |
| 60120            | 1999 TW227 | 1 out 1999  | Kitt Peak               | Spacewatch              | —         | MPC                           |
| 60121            | 1999 TE235 | 3 out 1999  | Catalina                | CSS                     | —         | MPC                           |
| 60122            | 1999 TU239 | 4 out 1999  | Catalina                | CSS                     | Brangane  | MPC                           |
| 60123            | 1999 TU240 | 4 out 1999  | Catalina                | CSS                     | Ursula    | MPC                           |
| 60124            | 1999 TG243 | 5 out 1999  | Anderson Mesa           | LONEOS                  | —         | MPC                           |
| 60125            | 1999 TW246 | 6 out 1999  | Socorro                 | LINEAR                  | —         | MPC                           |
| 60126            | 1999 TU251 | 7 out 1999  | Kitt Peak               | Spacewatch              | —         | MPC                           |
| 60127            | 1999 TQ254 | 8 out 1999  | Socorro                 | LINEAR                  | —         | MPC                           |
| 60128            | 1999 TS254 | 8 out 1999  | Socorro                 | LINEAR                  | —         | MPC                           |
| 60129            | 1999 TG256 | 9 out 1999  | Socorro                 | LINEAR                  | —         | MPC                           |
| 60130            | 1999 TP256 | 9 out 1999  | Socorro                 | LINEAR                  | —         | MPC                           |
| 60131            | 1999 TY256 | 9 out 1999  | Socorro                 | LINEAR                  | —         | MPC                           |
| 60132            | 1999 TN259 | 9 out 1999  | Socorro                 | LINEAR                  | —         | MPC                           |
| 60133            | 1999 TM266 | 3 out 1999  | Socorro                 | LINEAR                  | —         | MPC                           |
| 60134            | 1999 TO272 | 3 out 1999  | Socorro                 | LINEAR                  | —         | MPC                           |
| 60135            | 1999 TS279 | 7 out 1999  | Socorro                 | LINEAR                  | —         | MPC                           |
| 60136            | 1999 TV279 | 7 out 1999  | Socorro                 | LINEAR                  | —         | MPC                           |
| 60137            | 1999 TC280 | 7 out 1999  | Socorro                 | LINEAR                  | —         | MPC                           |
| 60138            | 1999 TV280 | 8 out 1999  | Socorro                 | LINEAR                  | —         | MPC                           |
| 60139            | 1999 TP285 | 9 out 1999  | Socorro                 | LINEAR                  | —         | MPC                           |
| 60140            | 1999 TA288 | 10 out 1999 | Socorro                 | LINEAR                  | —         | MPC                           |
| 60141            | 1999 TE290 | 10 out 1999 | Socorro                 | LINEAR                  | —         | MPC                           |
| 60142            | 1999 TS290 | 10 out 1999 | Socorro                 | LINEAR                  | —         | MPC                           |
| 60143            | 1999 TV292 | 12 out 1999 | Socorro                 | LINEAR                  | —         | MPC                           |
| 60144            | 1999 TN293 | 12 out 1999 | Socorro                 | LINEAR                  | —         | MPC                           |
| 60145            | 1999 TB313 | 8 out 1999  | Kitt Peak               | Spacewatch              | —         | MPC                           |
| 60146            | 1999 TF316 | 10 out 1999 | Socorro                 | LINEAR                  | —         | MPC                           |
| 60147            | 1999 TC320 | 10 out 1999 | Socorro                 | LINEAR                  | —         | MPC                           |
| 60148 Seanurban  | 1999 US1   | 16 out 1999 | Ondřejov                | P. Kušnirák, P. Pravec  | —         | MPC                           |
| 60149            | 1999 UC2   | 16 out 1999 | Višnjan Observatory     | K. Korlević             | —         | MPC                           |
| 60150            | 1999 UY2   | 19 out 1999 | Ondřejov                | P. Pravec, P. Kušnirák  | —         | MPC                           |
| 60151            | 1999 UZ6   | 29 out 1999 | Kitt Peak               | Spacewatch              | —         | MPC                           |
| 60152            | 1999 UG13  | 29 out 1999 | Catalina                | CSS                     | Brangane  | MPC                           |
| 60153            | 1999 UV13  | 29 out 1999 | Catalina                | CSS                     | Ursula    | MPC                           |
| 60154            | 1999 UB14  | 29 out 1999 | Catalina                | CSS                     | —         | MPC                           |
| 60155            | 1999 UJ17  | 29 out 1999 | Kitt Peak               | Spacewatch              | —         | MPC                           |
| 60156            | 1999 UK18  | 30 out 1999 | Kitt Peak               | Spacewatch              | —         | MPC                           |
| 60157            | 1999 UT23  | 28 out 1999 | Catalina                | CSS                     | —         | MPC                           |
| 60158            | 1999 UH24  | 28 out 1999 | Catalina                | CSS                     | —         | MPC                           |
| 60159            | 1999 UL24  | 28 out 1999 | Catalina                | CSS                     | —         | MPC                           |
| 60160            | 1999 UQ25  | 29 out 1999 | Catalina                | CSS                     | —         | MPC                           |
| 60161            | 1999 UZ25  | 30 out 1999 | Catalina                | CSS                     | —         | MPC                           |
| 60162            | 1999 UE26  | 30 out 1999 | Catalina                | CSS                     | —         | MPC                           |
| 60163            | 1999 UE28  | 30 out 1999 | Kitt Peak               | Spacewatch              | Ursula    | MPC                           |
| 60164            | 1999 UF28  | 30 out 1999 | Kitt Peak               | Spacewatch              | —         | MPC                           |
| 60165            | 1999 UZ30  | 31 out 1999 | Kitt Peak               | Spacewatch              | —         | MPC                           |
| 60166            | 1999 UC31  | 31 out 1999 | Kitt Peak               | Spacewatch              | —         | MPC                           |
| 60167            | 1999 UN33  | 31 out 1999 | Kitt Peak               | Spacewatch              | —         | MPC                           |
| 60168            | 1999 UV41  | 19 out 1999 | Socorro                 | LINEAR                  | —         | MPC                           |
| 60169            | 1999 UH44  | 29 out 1999 | Catalina                | CSS                     | —         | MPC                           |
| 60170            | 1999 US45  | 31 out 1999 | Catalina                | CSS                     | —         | MPC                           |
| 60171            | 1999 UP47  | 30 out 1999 | Catalina                | CSS                     | —         | MPC                           |
| 60172            | 1999 UY48  | 31 out 1999 | Catalina                | CSS                     | —         | MPC                           |
| 60173            | 1999 UV50  | 30 out 1999 | Catalina                | CSS                     | —         | MPC                           |
| 60174            | 1999 UV56  | 29 out 1999 | Catalina                | CSS                     | —         | MPC                           |
| 60175            | 1999 VQ1   | 3 nov 1999  | Starkenburg Observatory | Starkenburg Obs.        | —         | MPC                           |
| 60176            | 1999 VY5   | 5 nov 1999  | Oizumi                  | T. Kobayashi            | —         | MPC                           |
| 60177            | 1999 VU6   | 8 nov 1999  | Baton Rouge             | W. R. Cooney Jr.        | —         | MPC                           |
| 60178            | 1999 VY6   | 8 nov 1999  | Fountain Hills          | C. W. Juels             | —         | MPC                           |
| 60179            | 1999 VE7   | 7 nov 1999  | Višnjan Observatory     | K. Korlević             | —         | MPC                           |
| 60180            | 1999 VK8   | 8 nov 1999  | Višnjan Observatory     | K. Korlević             | —         | MPC                           |
| 60181            | 1999 VV9   | 9 nov 1999  | Fountain Hills          | C. W. Juels             | —         | MPC                           |
| 60182            | 1999 VS10  | 9 nov 1999  | Oizumi                  | T. Kobayashi            | —         | MPC                           |
| 60183 Falcone    | 1999 VR11  | 5 nov 1999  | Monte Agliale           | M. M. M. Santangelo     | —         | MPC                           |
| 60184            | 1999 VM16  | 2 nov 1999  | Kitt Peak               | Spacewatch              | —         | MPC                           |
| 60185            | 1999 VY21  | 12 nov 1999 | Višnjan Observatory     | K. Korlević             | —         | MPC                           |
| 60186 Las Cruces | 1999 VH22  | 13 nov 1999 | Jornada                 | D. S. Dixon, J. Stevens | —         | MPC                           |
| 60187            | 1999 VL23  | 14 nov 1999 | Fountain Hills          | C. W. Juels             | —         | MPC                           |
| 60188            | 1999 VH25  | 13 nov 1999 | Oizumi                  | T. Kobayashi            | —         | MPC                           |
| 60189            | 1999 VM27  | 3 nov 1999  | Catalina                | CSS                     | —         | MPC                           |
| 60190            | 1999 VG31  | 3 nov 1999  | Socorro                 | LINEAR                  | —         | MPC                           |
| 60191            | 1999 VP35  | 3 nov 1999  | Socorro                 | LINEAR                  | —         | MPC                           |
| 60192            | 1999 VU42  | 4 nov 1999  | Kitt Peak               | Spacewatch              | —         | MPC                           |
| 60193            | 1999 VJ43  | 1 nov 1999  | Catalina                | CSS                     | —         | MPC                           |
| 60194            | 1999 VU43  | 1 nov 1999  | Catalina                | CSS                     | —         | MPC                           |
| 60195            | 1999 VM44  | 3 nov 1999  | Catalina                | CSS                     | —         | MPC                           |
| 60196            | 1999 VG52  | 3 nov 1999  | Socorro                 | LINEAR                  | —         | MPC                           |
| 60197            | 1999 VO52  | 3 nov 1999  | Socorro                 | LINEAR                  | —         | MPC                           |
| 60198            | 1999 VT54  | 4 nov 1999  | Socorro                 | LINEAR                  | —         | MPC                           |
| 60199            | 1999 VF56  | 4 nov 1999  | Socorro                 | LINEAR                  | Mitidika  | MPC                           |
| 60200            | 1999 VV56  | 4 nov 1999  | Socorro                 | LINEAR                  | —         | MPC                           |

## 60201–60300
| Designação | Designação | Descoberta  | Descoberta     | Descobridor(es) | Categoria | Mais informações / Referência |
| Permanente | Provisória | Data        | Local          | Descobridor(es) | Categoria | Mais informações / Referência |
| ---------- | ---------- | ----------- | -------------- | --------------- | --------- | ----------------------------- |
| 60201      | 1999 VD58  | 4 nov 1999  | Socorro        | LINEAR          | —         | MPC                           |
| 60202      | 1999 VU58  | 4 nov 1999  | Socorro        | LINEAR          | —         | MPC                           |
| 60203      | 1999 VK59  | 4 nov 1999  | Socorro        | LINEAR          | —         | MPC                           |
| 60204      | 1999 VO63  | 4 nov 1999  | Socorro        | LINEAR          | —         | MPC                           |
| 60205      | 1999 VS64  | 4 nov 1999  | Socorro        | LINEAR          | Ursula    | MPC                           |
| 60206      | 1999 VZ68  | 4 nov 1999  | Socorro        | LINEAR          | —         | MPC                           |
| 60207      | 1999 VA69  | 4 nov 1999  | Socorro        | LINEAR          | —         | MPC                           |
| 60208      | 1999 VQ72  | 15 nov 1999 | Ondřejov       | P. Pravec       | Ursula    | MPC                           |
| 60209      | 1999 VR75  | 5 nov 1999  | Kitt Peak      | Spacewatch      | —         | MPC                           |
| 60210      | 1999 VN76  | 5 nov 1999  | Kitt Peak      | Spacewatch      | —         | MPC                           |
| 60211      | 1999 VX77  | 3 nov 1999  | Socorro        | LINEAR          | —         | MPC                           |
| 60212      | 1999 VB79  | 4 nov 1999  | Socorro        | LINEAR          | —         | MPC                           |
| 60213      | 1999 VE79  | 4 nov 1999  | Socorro        | LINEAR          | —         | MPC                           |
| 60214      | 1999 VO81  | 5 nov 1999  | Socorro        | LINEAR          | —         | MPC                           |
| 60215      | 1999 VQ81  | 5 nov 1999  | Socorro        | LINEAR          | —         | MPC                           |
| 60216      | 1999 VG82  | 5 nov 1999  | Socorro        | LINEAR          | —         | MPC                           |
| 60217      | 1999 VC89  | 4 nov 1999  | Socorro        | LINEAR          | —         | MPC                           |
| 60218      | 1999 VP92  | 9 nov 1999  | Socorro        | LINEAR          | —         | MPC                           |
| 60219      | 1999 VY93  | 9 nov 1999  | Socorro        | LINEAR          | —         | MPC                           |
| 60220      | 1999 VA95  | 9 nov 1999  | Socorro        | LINEAR          | —         | MPC                           |
| 60221      | 1999 VY96  | 9 nov 1999  | Socorro        | LINEAR          | —         | MPC                           |
| 60222      | 1999 VB115 | 9 nov 1999  | Catalina       | CSS             | Brangane  | MPC                           |
| 60223      | 1999 VD118 | 9 nov 1999  | Kitt Peak      | Spacewatch      | —         | MPC                           |
| 60224      | 1999 VE118 | 9 nov 1999  | Kitt Peak      | Spacewatch      | —         | MPC                           |
| 60225      | 1999 VK122 | 4 nov 1999  | Kitt Peak      | Spacewatch      | —         | MPC                           |
| 60226      | 1999 VF126 | 9 nov 1999  | Kitt Peak      | Spacewatch      | —         | MPC                           |
| 60227      | 1999 VD133 | 10 nov 1999 | Kitt Peak      | Spacewatch      | —         | MPC                           |
| 60228      | 1999 VL145 | 9 nov 1999  | Socorro        | LINEAR          | Brangane  | MPC                           |
| 60229      | 1999 VZ145 | 12 nov 1999 | Socorro        | LINEAR          | —         | MPC                           |
| 60230      | 1999 VD146 | 12 nov 1999 | Socorro        | LINEAR          | —         | MPC                           |
| 60231      | 1999 VK148 | 14 nov 1999 | Socorro        | LINEAR          | —         | MPC                           |
| 60232      | 1999 VL148 | 14 nov 1999 | Socorro        | LINEAR          | —         | MPC                           |
| 60233      | 1999 VZ153 | 13 nov 1999 | Catalina       | CSS             | —         | MPC                           |
| 60234      | 1999 VK157 | 14 nov 1999 | Socorro        | LINEAR          | —         | MPC                           |
| 60235      | 1999 VO163 | 14 nov 1999 | Socorro        | LINEAR          | —         | MPC                           |
| 60236      | 1999 VH165 | 14 nov 1999 | Socorro        | LINEAR          | —         | MPC                           |
| 60237      | 1999 VS167 | 14 nov 1999 | Socorro        | LINEAR          | —         | MPC                           |
| 60238      | 1999 VQ174 | 1 nov 1999  | Kitt Peak      | Spacewatch      | —         | MPC                           |
| 60239      | 1999 VE176 | 2 nov 1999  | Catalina       | CSS             | —         | MPC                           |
| 60240      | 1999 VO178 | 6 nov 1999  | Socorro        | LINEAR          | —         | MPC                           |
| 60241      | 1999 VJ180 | 6 nov 1999  | Socorro        | LINEAR          | —         | MPC                           |
| 60242      | 1999 VJ184 | 15 nov 1999 | Socorro        | LINEAR          | —         | MPC                           |
| 60243      | 1999 VM184 | 15 nov 1999 | Socorro        | LINEAR          | —         | MPC                           |
| 60244      | 1999 VN186 | 15 nov 1999 | Socorro        | LINEAR          | —         | MPC                           |
| 60245      | 1999 VA190 | 15 nov 1999 | Socorro        | LINEAR          | —         | MPC                           |
| 60246      | 1999 VP190 | 15 nov 1999 | Socorro        | LINEAR          | —         | MPC                           |
| 60247      | 1999 VW193 | 3 nov 1999  | Kitt Peak      | Spacewatch      | Phocaea   | MPC                           |
| 60248      | 1999 VW197 | 3 nov 1999  | Catalina       | CSS             | —         | MPC                           |
| 60249      | 1999 VC199 | 4 nov 1999  | Anderson Mesa  | LONEOS          | —         | MPC                           |
| 60250      | 1999 VO200 | 6 nov 1999  | Catalina       | CSS             | —         | MPC                           |
| 60251      | 1999 VO202 | 5 nov 1999  | Kitt Peak      | Spacewatch      | —         | MPC                           |
| 60252      | 1999 VP204 | 9 nov 1999  | Kitt Peak      | Spacewatch      | —         | MPC                           |
| 60253      | 1999 VB225 | 5 nov 1999  | Socorro        | LINEAR          | Ursula    | MPC                           |
| 60254      | 1999 VO226 | 13 nov 1999 | Catalina       | CSS             | —         | MPC                           |
| 60255      | 1999 WO4   | 28 nov 1999 | Oizumi         | T. Kobayashi    | —         | MPC                           |
| 60256      | 1999 WB20  | 16 nov 1999 | Catalina       | CSS             | —         | MPC                           |
| 60257      | 1999 WB25  | 28 nov 1999 | Kitt Peak      | Spacewatch      | Vesta     | MPC                           |
| 60258      | 1999 XL4   | 4 dez 1999  | Catalina       | CSS             | Ursula    | MPC                           |
| 60259      | 1999 XY5   | 4 dez 1999  | Catalina       | CSS             | —         | MPC                           |
| 60260      | 1999 XO6   | 4 dez 1999  | Catalina       | CSS             | —         | MPC                           |
| 60261      | 1999 XC14  | 5 dez 1999  | Socorro        | LINEAR          | Brangane  | MPC                           |
| 60262      | 1999 XB18  | 3 dez 1999  | Socorro        | LINEAR          | —         | MPC                           |
| 60263      | 1999 XB20  | 5 dez 1999  | Socorro        | LINEAR          | Phocaea   | MPC                           |
| 60264      | 1999 XX21  | 5 dez 1999  | Socorro        | LINEAR          | —         | MPC                           |
| 60265      | 1999 XY22  | 6 dez 1999  | Socorro        | LINEAR          | —         | MPC                           |
| 60266      | 1999 XB25  | 6 dez 1999  | Socorro        | LINEAR          | —         | MPC                           |
| 60267      | 1999 XF27  | 6 dez 1999  | Socorro        | LINEAR          | Brangane  | MPC                           |
| 60268      | 1999 XU38  | 6 dez 1999  | Farpoint       | G. Hug, G. Bell | —         | MPC                           |
| 60269      | 1999 XN46  | 7 dez 1999  | Socorro        | LINEAR          | —         | MPC                           |
| 60270      | 1999 XJ54  | 7 dez 1999  | Socorro        | LINEAR          | —         | MPC                           |
| 60271      | 1999 XN56  | 7 dez 1999  | Socorro        | LINEAR          | —         | MPC                           |
| 60272      | 1999 XT64  | 7 dez 1999  | Socorro        | LINEAR          | —         | MPC                           |
| 60273      | 1999 XM70  | 7 dez 1999  | Socorro        | LINEAR          | —         | MPC                           |
| 60274      | 1999 XJ82  | 7 dez 1999  | Socorro        | LINEAR          | —         | MPC                           |
| 60275      | 1999 XH85  | 7 dez 1999  | Socorro        | LINEAR          | —         | MPC                           |
| 60276      | 1999 XL85  | 7 dez 1999  | Socorro        | LINEAR          | —         | MPC                           |
| 60277      | 1999 XH89  | 7 dez 1999  | Socorro        | LINEAR          | —         | MPC                           |
| 60278      | 1999 XE91  | 7 dez 1999  | Socorro        | LINEAR          | —         | MPC                           |
| 60279      | 1999 XQ92  | 7 dez 1999  | Socorro        | LINEAR          | —         | MPC                           |
| 60280      | 1999 XZ94  | 7 dez 1999  | Socorro        | LINEAR          | —         | MPC                           |
| 60281      | 1999 XF95  | 7 dez 1999  | Oizumi         | T. Kobayashi    | —         | MPC                           |
| 60282      | 1999 XK96  | 7 dez 1999  | Socorro        | LINEAR          | —         | MPC                           |
| 60283      | 1999 XB101 | 7 dez 1999  | Socorro        | LINEAR          | —         | MPC                           |
| 60284      | 1999 XY102 | 7 dez 1999  | Socorro        | LINEAR          | Phocaea   | MPC                           |
| 60285      | 1999 XR106 | 4 dez 1999  | Catalina       | CSS             | —         | MPC                           |
| 60286      | 1999 XG107 | 4 dez 1999  | Catalina       | CSS             | —         | MPC                           |
| 60287      | 1999 XV111 | 7 dez 1999  | Socorro        | LINEAR          | —         | MPC                           |
| 60288      | 1999 XW114 | 11 dez 1999 | Socorro        | LINEAR          | —         | MPC                           |
| 60289      | 1999 XS125 | 7 dez 1999  | Catalina       | CSS             | Brangane  | MPC                           |
| 60290      | 1999 XJ127 | 9 dez 1999  | Fountain Hills | C. W. Juels     | —         | MPC                           |
| 60291      | 1999 XV140 | 2 dez 1999  | Kitt Peak      | Spacewatch      | —         | MPC                           |
| 60292      | 1999 XO143 | 14 dez 1999 | Socorro        | LINEAR          | —         | MPC                           |
| 60293      | 1999 XZ148 | 8 dez 1999  | Kitt Peak      | Spacewatch      | —         | MPC                           |
| 60294      | 1999 XZ152 | 7 dez 1999  | Socorro        | LINEAR          | —         | MPC                           |
| 60295      | 1999 XL154 | 8 dez 1999  | Socorro        | LINEAR          | —         | MPC                           |
| 60296      | 1999 XF156 | 8 dez 1999  | Socorro        | LINEAR          | —         | MPC                           |
| 60297      | 1999 XD157 | 8 dez 1999  | Socorro        | LINEAR          | —         | MPC                           |
| 60298      | 1999 XF168 | 10 dez 1999 | Socorro        | LINEAR          | —         | MPC                           |
| 60299      | 1999 XX174 | 10 dez 1999 | Socorro        | LINEAR          | —         | MPC                           |
| 60300      | 1999 XV176 | 10 dez 1999 | Socorro        | LINEAR          | —         | MPC                           |

## 60301–60400
| Designação | Designação | Descoberta  | Descoberta    | Descobridor(es) | Categoria | Mais informações / Referência |
| Permanente | Provisória | Data        | Local         | Descobridor(es) | Categoria | Mais informações / Referência |
| ---------- | ---------- | ----------- | ------------- | --------------- | --------- | ----------------------------- |
| 60301      | 1999 XL178 | 10 dez 1999 | Socorro       | LINEAR          | —         | MPC                           |
| 60302      | 1999 XM180 | 10 dez 1999 | Socorro       | LINEAR          | —         | MPC                           |
| 60303      | 1999 XW184 | 12 dez 1999 | Socorro       | LINEAR          | —         | MPC                           |
| 60304      | 1999 XT189 | 12 dez 1999 | Socorro       | LINEAR          | —         | MPC                           |
| 60305      | 1999 XU190 | 12 dez 1999 | Socorro       | LINEAR          | —         | MPC                           |
| 60306      | 1999 XW190 | 12 dez 1999 | Socorro       | LINEAR          | Brangane  | MPC                           |
| 60307      | 1999 XR193 | 12 dez 1999 | Socorro       | LINEAR          | —         | MPC                           |
| 60308      | 1999 XH204 | 12 dez 1999 | Socorro       | LINEAR          | —         | MPC                           |
| 60309      | 1999 XZ206 | 12 dez 1999 | Socorro       | LINEAR          | —         | MPC                           |
| 60310      | 1999 XD215 | 14 dez 1999 | Socorro       | LINEAR          | Phocaea   | MPC                           |
| 60311      | 1999 XS216 | 13 dez 1999 | Kitt Peak     | Spacewatch      | —         | MPC                           |
| 60312      | 1999 XM218 | 13 dez 1999 | Kitt Peak     | Spacewatch      | —         | MPC                           |
| 60313      | 1999 XW218 | 15 dez 1999 | Kitt Peak     | Spacewatch      | Vesta     | MPC                           |
| 60314      | 1999 XU226 | 14 dez 1999 | Kitt Peak     | Spacewatch      | —         | MPC                           |
| 60315      | 1999 XF227 | 15 dez 1999 | Kitt Peak     | Spacewatch      | —         | MPC                           |
| 60316      | 1999 XU228 | 14 dez 1999 | Kitt Peak     | Spacewatch      | —         | MPC                           |
| 60317      | 1999 XD234 | 4 dez 1999  | Anderson Mesa | LONEOS          | —         | MPC                           |
| 60318      | 1999 XB235 | 3 dez 1999  | Anderson Mesa | LONEOS          | Juno      | MPC                           |
| 60319      | 1999 XL242 | 12 dez 1999 | Socorro       | LINEAR          | Phocaea   | MPC                           |
| 60320      | 1999 XG253 | 12 dez 1999 | Kitt Peak     | Spacewatch      | —         | MPC                           |
| 60321      | 1999 XK254 | 12 dez 1999 | Kitt Peak     | Spacewatch      | —         | MPC                           |
| 60322      | 1999 XB257 | 7 dez 1999  | Socorro       | LINEAR          | Vesta     | MPC                           |
| 60323      | 1999 YC8   | 27 dez 1999 | Kitt Peak     | Spacewatch      | —         | MPC                           |
| 60324      | 1999 YX10  | 27 dez 1999 | Kitt Peak     | Spacewatch      | Eos       | MPC                           |
| 60325      | 1999 YQ12  | 27 dez 1999 | Kitt Peak     | Spacewatch      | —         | MPC                           |
| 60326      | 1999 YB23  | 30 dez 1999 | Anderson Mesa | LONEOS          | —         | MPC                           |
| 60327      | 2000 AW5   | 4 jan 2000  | Kitt Peak     | Spacewatch      | —         | MPC                           |
| 60328      | 2000 AH7   | 2 jan 2000  | Socorro       | LINEAR          | Vesta     | MPC                           |
| 60329      | 2000 AL11  | 3 jan 2000  | Socorro       | LINEAR          | —         | MPC                           |
| 60330      | 2000 AG17  | 3 jan 2000  | Socorro       | LINEAR          | —         | MPC                           |
| 60331      | 2000 AS29  | 3 jan 2000  | Socorro       | LINEAR          | —         | MPC                           |
| 60332      | 2000 AJ35  | 3 jan 2000  | Socorro       | LINEAR          | —         | MPC                           |
| 60333      | 2000 AY40  | 3 jan 2000  | Socorro       | LINEAR          | —         | MPC                           |
| 60334      | 2000 AN42  | 3 jan 2000  | Socorro       | LINEAR          | —         | MPC                           |
| 60335      | 2000 AR42  | 4 jan 2000  | Socorro       | LINEAR          | —         | MPC                           |
| 60336      | 2000 AK46  | 3 jan 2000  | Socorro       | LINEAR          | —         | MPC                           |
| 60337      | 2000 AF51  | 3 jan 2000  | Socorro       | LINEAR          | —         | MPC                           |
| 60338      | 2000 AW56  | 4 jan 2000  | Socorro       | LINEAR          | —         | MPC                           |
| 60339      | 2000 AP62  | 4 jan 2000  | Socorro       | LINEAR          | —         | MPC                           |
| 60340      | 2000 AF63  | 4 jan 2000  | Socorro       | LINEAR          | —         | MPC                           |
| 60341      | 2000 AQ64  | 4 jan 2000  | Socorro       | LINEAR          | —         | MPC                           |
| 60342      | 2000 AH68  | 5 jan 2000  | Socorro       | LINEAR          | —         | MPC                           |
| 60343      | 2000 AY72  | 5 jan 2000  | Socorro       | LINEAR          | —         | MPC                           |
| 60344      | 2000 AS73  | 5 jan 2000  | Socorro       | LINEAR          | —         | MPC                           |
| 60345      | 2000 AD76  | 5 jan 2000  | Socorro       | LINEAR          | —         | MPC                           |
| 60346      | 2000 AB77  | 5 jan 2000  | Socorro       | LINEAR          | —         | MPC                           |
| 60347      | 2000 AD78  | 5 jan 2000  | Socorro       | LINEAR          | —         | MPC                           |
| 60348      | 2000 AT81  | 5 jan 2000  | Socorro       | LINEAR          | —         | MPC                           |
| 60349      | 2000 AS83  | 5 jan 2000  | Socorro       | LINEAR          | —         | MPC                           |
| 60350      | 2000 AC86  | 5 jan 2000  | Socorro       | LINEAR          | —         | MPC                           |
| 60351      | 2000 AG87  | 5 jan 2000  | Socorro       | LINEAR          | —         | MPC                           |
| 60352      | 2000 AC88  | 5 jan 2000  | Socorro       | LINEAR          | —         | MPC                           |
| 60353      | 2000 AN88  | 5 jan 2000  | Socorro       | LINEAR          | —         | MPC                           |
| 60354      | 2000 AP88  | 5 jan 2000  | Socorro       | LINEAR          | —         | MPC                           |
| 60355      | 2000 AE91  | 5 jan 2000  | Socorro       | LINEAR          | —         | MPC                           |
| 60356      | 2000 AC93  | 3 jan 2000  | Socorro       | LINEAR          | Juno      | MPC                           |
| 60357      | 2000 AG96  | 4 jan 2000  | Socorro       | LINEAR          | —         | MPC                           |
| 60358      | 2000 AR98  | 5 jan 2000  | Socorro       | LINEAR          | —         | MPC                           |
| 60359      | 2000 AJ100 | 5 jan 2000  | Socorro       | LINEAR          | —         | MPC                           |
| 60360      | 2000 AN100 | 5 jan 2000  | Socorro       | LINEAR          | —         | MPC                           |
| 60361      | 2000 AT100 | 5 jan 2000  | Socorro       | LINEAR          | Brangane  | MPC                           |
| 60362      | 2000 AU103 | 5 jan 2000  | Socorro       | LINEAR          | —         | MPC                           |
| 60363      | 2000 AT105 | 5 jan 2000  | Socorro       | LINEAR          | —         | MPC                           |
| 60364      | 2000 AE108 | 5 jan 2000  | Socorro       | LINEAR          | —         | MPC                           |
| 60365      | 2000 AT109 | 5 jan 2000  | Socorro       | LINEAR          | —         | MPC                           |
| 60366      | 2000 AX114 | 5 jan 2000  | Socorro       | LINEAR          | —         | MPC                           |
| 60367      | 2000 AN115 | 5 jan 2000  | Socorro       | LINEAR          | —         | MPC                           |
| 60368      | 2000 AQ119 | 5 jan 2000  | Socorro       | LINEAR          | —         | MPC                           |
| 60369      | 2000 AJ120 | 5 jan 2000  | Socorro       | LINEAR          | —         | MPC                           |
| 60370      | 2000 AG126 | 5 jan 2000  | Socorro       | LINEAR          | —         | MPC                           |
| 60371      | 2000 AN139 | 5 jan 2000  | Socorro       | LINEAR          | —         | MPC                           |
| 60372      | 2000 AG141 | 5 jan 2000  | Socorro       | LINEAR          | —         | MPC                           |
| 60373      | 2000 AC144 | 5 jan 2000  | Socorro       | LINEAR          | —         | MPC                           |
| 60374      | 2000 AY144 | 5 jan 2000  | Socorro       | LINEAR          | Juno      | MPC                           |
| 60375      | 2000 AY146 | 8 jan 2000  | Socorro       | LINEAR          | —         | MPC                           |
| 60376      | 2000 AH150 | 7 jan 2000  | Socorro       | LINEAR          | —         | MPC                           |
| 60377      | 2000 AC165 | 8 jan 2000  | Socorro       | LINEAR          | —         | MPC                           |
| 60378      | 2000 AL165 | 8 jan 2000  | Socorro       | LINEAR          | —         | MPC                           |
| 60379      | 2000 AL167 | 8 jan 2000  | Socorro       | LINEAR          | —         | MPC                           |
| 60380      | 2000 AY168 | 7 jan 2000  | Socorro       | LINEAR          | —         | MPC                           |
| 60381      | 2000 AX180 | 7 jan 2000  | Socorro       | LINEAR          | Juno      | MPC                           |
| 60382      | 2000 AR182 | 7 jan 2000  | Socorro       | LINEAR          | —         | MPC                           |
| 60383      | 2000 AR184 | 7 jan 2000  | Socorro       | LINEAR          | Vesta     | MPC                           |
| 60384      | 2000 AU185 | 8 jan 2000  | Socorro       | LINEAR          | —         | MPC                           |
| 60385      | 2000 AC195 | 8 jan 2000  | Socorro       | LINEAR          | —         | MPC                           |
| 60386      | 2000 AV202 | 10 jan 2000 | Socorro       | LINEAR          | —         | MPC                           |
| 60387      | 2000 AM207 | 3 jan 2000  | Kitt Peak     | Spacewatch      | —         | MPC                           |
| 60388      | 2000 AY217 | 8 jan 2000  | Kitt Peak     | Spacewatch      | Vesta     | MPC                           |
| 60389      | 2000 AO220 | 8 jan 2000  | Kitt Peak     | Spacewatch      | —         | MPC                           |
| 60390      | 2000 AD223 | 9 jan 2000  | Kitt Peak     | Spacewatch      | —         | MPC                           |
| 60391      | 2000 AQ224 | 11 jan 2000 | Kitt Peak     | Spacewatch      | —         | MPC                           |
| 60392      | 2000 AK227 | 10 jan 2000 | Kitt Peak     | Spacewatch      | —         | MPC                           |
| 60393      | 2000 AX232 | 4 jan 2000  | Socorro       | LINEAR          | —         | MPC                           |
| 60394      | 2000 AY234 | 5 jan 2000  | Socorro       | LINEAR          | —         | MPC                           |
| 60395      | 2000 AJ237 | 5 jan 2000  | Socorro       | LINEAR          | —         | MPC                           |
| 60396      | 2000 AG243 | 7 jan 2000  | Anderson Mesa | LONEOS          | —         | MPC                           |
| 60397      | 2000 AH243 | 7 jan 2000  | Anderson Mesa | LONEOS          | —         | MPC                           |
| 60398      | 2000 AG251 | 4 jan 2000  | Socorro       | LINEAR          | Juno      | MPC                           |
| 60399      | 2000 AY253 | 7 jan 2000  | Kitt Peak     | Spacewatch      | Vesta     | MPC                           |
| 60400      | 2000 BA8   | 29 jan 2000 | Socorro       | LINEAR          | —         | MPC                           |

## 60401–60500
| Designação        | Designação | Descoberta  | Descoberta          | Descobridor(es)      | Categoria | Mais informações / Referência |
| Permanente        | Provisória | Data        | Local               | Descobridor(es)      | Categoria | Mais informações / Referência |
| ----------------- | ---------- | ----------- | ------------------- | -------------------- | --------- | ----------------------------- |
| 60401             | 2000 BQ21  | 29 jan 2000 | Kitt Peak           | Spacewatch           | Vesta     | MPC                           |
| 60402             | 2000 BL27  | 30 jan 2000 | Socorro             | LINEAR               | —         | MPC                           |
| 60403             | 2000 BK30  | 27 jan 2000 | Kitt Peak           | Spacewatch           | —         | MPC                           |
| 60404             | 2000 BR37  | 26 jan 2000 | Kitt Peak           | Spacewatch           | —         | MPC                           |
| 60405             | 2000 BV51  | 30 jan 2000 | Catalina            | CSS                  | —         | MPC                           |
| 60406 Albertosuci | 2000 CR1   | 3 fev 2000  | San Marcello        | L. Tesi, A. Boattini | —         | MPC                           |
| 60407             | 2000 CZ1   | 2 fev 2000  | Uenohara            | N. Kawasato          | —         | MPC                           |
| 60408             | 2000 CB6   | 2 fev 2000  | Socorro             | LINEAR               | —         | MPC                           |
| 60409             | 2000 CO6   | 2 fev 2000  | Socorro             | LINEAR               | —         | MPC                           |
| 60410             | 2000 CG16  | 2 fev 2000  | Socorro             | LINEAR               | —         | MPC                           |
| 60411             | 2000 CP20  | 2 fev 2000  | Socorro             | LINEAR               | —         | MPC                           |
| 60412             | 2000 CT22  | 2 fev 2000  | Socorro             | LINEAR               | —         | MPC                           |
| 60413             | 2000 CO23  | 2 fev 2000  | Socorro             | LINEAR               | —         | MPC                           |
| 60414             | 2000 CS23  | 2 fev 2000  | Socorro             | LINEAR               | —         | MPC                           |
| 60415             | 2000 CP24  | 2 fev 2000  | Socorro             | LINEAR               | —         | MPC                           |
| 60416             | 2000 CZ25  | 2 fev 2000  | Socorro             | LINEAR               | —         | MPC                           |
| 60417             | 2000 CD27  | 2 fev 2000  | Socorro             | LINEAR               | —         | MPC                           |
| 60418             | 2000 CU28  | 2 fev 2000  | Socorro             | LINEAR               | —         | MPC                           |
| 60419             | 2000 CY28  | 2 fev 2000  | Socorro             | LINEAR               | Mitidika  | MPC                           |
| 60420             | 2000 CC30  | 2 fev 2000  | Socorro             | LINEAR               | —         | MPC                           |
| 60421             | 2000 CZ31  | 2 fev 2000  | Socorro             | LINEAR               | Vesta     | MPC                           |
| 60422             | 2000 CR35  | 2 fev 2000  | Socorro             | LINEAR               | —         | MPC                           |
| 60423 Chvojen     | 2000 CO39  | 4 fev 2000  | Kleť                | M. Tichý             | —         | MPC                           |
| 60424             | 2000 CY48  | 2 fev 2000  | Socorro             | LINEAR               | —         | MPC                           |
| 60425             | 2000 CA49  | 2 fev 2000  | Socorro             | LINEAR               | —         | MPC                           |
| 60426             | 2000 CJ49  | 2 fev 2000  | Socorro             | LINEAR               | —         | MPC                           |
| 60427             | 2000 CV50  | 2 fev 2000  | Socorro             | LINEAR               | —         | MPC                           |
| 60428             | 2000 CZ50  | 2 fev 2000  | Socorro             | LINEAR               | —         | MPC                           |
| 60429             | 2000 CJ52  | 2 fev 2000  | Socorro             | LINEAR               | —         | MPC                           |
| 60430             | 2000 CF55  | 3 fev 2000  | Socorro             | LINEAR               | —         | MPC                           |
| 60431             | 2000 CO58  | 5 fev 2000  | Socorro             | LINEAR               | —         | MPC                           |
| 60432             | 2000 CV61  | 2 fev 2000  | Socorro             | LINEAR               | —         | MPC                           |
| 60433             | 2000 CZ61  | 2 fev 2000  | Socorro             | LINEAR               | —         | MPC                           |
| 60434             | 2000 CJ63  | 2 fev 2000  | Socorro             | LINEAR               | Phocaea   | MPC                           |
| 60435             | 2000 CH65  | 3 fev 2000  | Socorro             | LINEAR               | —         | MPC                           |
| 60436             | 2000 CY70  | 7 fev 2000  | Socorro             | LINEAR               | —         | MPC                           |
| 60437             | 2000 CU76  | 10 fev 2000 | Višnjan Observatory | K. Korlević          | —         | MPC                           |
| 60438             | 2000 CF78  | 7 fev 2000  | Kitt Peak           | Spacewatch           | —         | MPC                           |
| 60439             | 2000 CS81  | 4 fev 2000  | Socorro             | LINEAR               | —         | MPC                           |
| 60440             | 2000 CY82  | 4 fev 2000  | Socorro             | LINEAR               | —         | MPC                           |
| 60441             | 2000 CB83  | 4 fev 2000  | Socorro             | LINEAR               | Mitidika  | MPC                           |
| 60442             | 2000 CQ83  | 4 fev 2000  | Socorro             | LINEAR               | —         | MPC                           |
| 60443             | 2000 CH85  | 4 fev 2000  | Socorro             | LINEAR               | —         | MPC                           |
| 60444             | 2000 CV85  | 4 fev 2000  | Socorro             | LINEAR               | —         | MPC                           |
| 60445             | 2000 CA87  | 4 fev 2000  | Socorro             | LINEAR               | —         | MPC                           |
| 60446             | 2000 CA88  | 4 fev 2000  | Socorro             | LINEAR               | —         | MPC                           |
| 60447             | 2000 CL90  | 6 fev 2000  | Socorro             | LINEAR               | —         | MPC                           |
| 60448             | 2000 CU91  | 6 fev 2000  | Socorro             | LINEAR               | —         | MPC                           |
| 60449             | 2000 CA92  | 6 fev 2000  | Socorro             | LINEAR               | —         | MPC                           |
| 60450             | 2000 CG93  | 6 fev 2000  | Socorro             | LINEAR               | —         | MPC                           |
| 60451             | 2000 CH93  | 6 fev 2000  | Socorro             | LINEAR               | —         | MPC                           |
| 60452             | 2000 CV96  | 6 fev 2000  | Socorro             | LINEAR               | —         | MPC                           |
| 60453             | 2000 CR102 | 2 fev 2000  | Socorro             | LINEAR               | —         | MPC                           |
| 60454             | 2000 CH105 | 5 fev 2000  | Kitt Peak           | M. W. Buie           | —         | MPC                           |
| 60455             | 2000 CY106 | 5 fev 2000  | Kitt Peak           | M. W. Buie           | —         | MPC                           |
| 60456             | 2000 CD108 | 5 fev 2000  | Catalina            | CSS                  | —         | MPC                           |
| 60457             | 2000 CS108 | 5 fev 2000  | Catalina            | CSS                  | —         | MPC                           |
| 60458             | 2000 CM114 | 5 fev 2000  | Kitt Peak           | M. W. Buie           | —         | MPC                           |
| 60459             | 2000 CE120 | 2 fev 2000  | Socorro             | LINEAR               | —         | MPC                           |
| 60460             | 2000 DJ2   | 26 fev 2000 | Kitt Peak           | Spacewatch           | —         | MPC                           |
| 60461             | 2000 DH4   | 28 fev 2000 | Socorro             | LINEAR               | —         | MPC                           |
| 60462             | 2000 DM4   | 28 fev 2000 | Socorro             | LINEAR               | —         | MPC                           |
| 60463             | 2000 DC5   | 28 fev 2000 | Socorro             | LINEAR               | —         | MPC                           |
| 60464             | 2000 DU6   | 28 fev 2000 | Socorro             | LINEAR               | —         | MPC                           |
| 60465             | 2000 DM9   | 26 fev 2000 | Kitt Peak           | Spacewatch           | —         | MPC                           |
| 60466             | 2000 DK12  | 27 fev 2000 | Kitt Peak           | Spacewatch           | —         | MPC                           |
| 60467             | 2000 DB14  | 28 fev 2000 | Kitt Peak           | Spacewatch           | —         | MPC                           |
| 60468             | 2000 DD18  | 28 fev 2000 | Socorro             | LINEAR               | —         | MPC                           |
| 60469             | 2000 DF22  | 29 fev 2000 | Socorro             | LINEAR               | —         | MPC                           |
| 60470             | 2000 DW23  | 29 fev 2000 | Socorro             | LINEAR               | —         | MPC                           |
| 60471             | 2000 DT25  | 29 fev 2000 | Socorro             | LINEAR               | —         | MPC                           |
| 60472             | 2000 DY26  | 29 fev 2000 | Socorro             | LINEAR               | —         | MPC                           |
| 60473             | 2000 DY27  | 29 fev 2000 | Socorro             | LINEAR               | —         | MPC                           |
| 60474             | 2000 DT32  | 29 fev 2000 | Socorro             | LINEAR               | —         | MPC                           |
| 60475             | 2000 DC36  | 29 fev 2000 | Socorro             | LINEAR               | —         | MPC                           |
| 60476             | 2000 DV36  | 29 fev 2000 | Socorro             | LINEAR               | —         | MPC                           |
| 60477             | 2000 DE37  | 29 fev 2000 | Socorro             | LINEAR               | —         | MPC                           |
| 60478             | 2000 DK37  | 29 fev 2000 | Socorro             | LINEAR               | —         | MPC                           |
| 60479             | 2000 DX37  | 29 fev 2000 | Socorro             | LINEAR               | —         | MPC                           |
| 60480             | 2000 DD38  | 29 fev 2000 | Socorro             | LINEAR               | —         | MPC                           |
| 60481             | 2000 DF42  | 29 fev 2000 | Socorro             | LINEAR               | —         | MPC                           |
| 60482             | 2000 DN42  | 29 fev 2000 | Socorro             | LINEAR               | —         | MPC                           |
| 60483             | 2000 DD44  | 29 fev 2000 | Socorro             | LINEAR               | —         | MPC                           |
| 60484             | 2000 DM55  | 29 fev 2000 | Socorro             | LINEAR               | —         | MPC                           |
| 60485             | 2000 DM63  | 29 fev 2000 | Socorro             | LINEAR               | —         | MPC                           |
| 60486             | 2000 DS66  | 29 fev 2000 | Socorro             | LINEAR               | —         | MPC                           |
| 60487             | 2000 DM70  | 29 fev 2000 | Socorro             | LINEAR               | —         | MPC                           |
| 60488             | 2000 DF74  | 29 fev 2000 | Socorro             | LINEAR               | —         | MPC                           |
| 60489             | 2000 DP74  | 29 fev 2000 | Socorro             | LINEAR               | —         | MPC                           |
| 60490             | 2000 DX74  | 29 fev 2000 | Socorro             | LINEAR               | —         | MPC                           |
| 60491             | 2000 DD78  | 29 fev 2000 | Socorro             | LINEAR               | —         | MPC                           |
| 60492             | 2000 DG82  | 28 fev 2000 | Socorro             | LINEAR               | —         | MPC                           |
| 60493             | 2000 DC83  | 28 fev 2000 | Socorro             | LINEAR               | —         | MPC                           |
| 60494             | 2000 DE88  | 29 fev 2000 | Socorro             | LINEAR               | —         | MPC                           |
| 60495             | 2000 DF88  | 29 fev 2000 | Socorro             | LINEAR               | —         | MPC                           |
| 60496             | 2000 DC89  | 26 fev 2000 | Kitt Peak           | Spacewatch           | —         | MPC                           |
| 60497             | 2000 DH91  | 27 fev 2000 | Kitt Peak           | Spacewatch           | —         | MPC                           |
| 60498             | 2000 DC92  | 27 fev 2000 | Kitt Peak           | Spacewatch           | —         | MPC                           |
| 60499             | 2000 DN94  | 28 fev 2000 | Socorro             | LINEAR               | —         | MPC                           |
| 60500             | 2000 DW95  | 28 fev 2000 | Socorro             | LINEAR               | —         | MPC                           |

## 60501–60600
| Designação     | Designação | Descoberta  | Descoberta          | Descobridor(es) | Categoria | Mais informações / Referência |
| Permanente     | Provisória | Data        | Local               | Descobridor(es) | Categoria | Mais informações / Referência |
| -------------- | ---------- | ----------- | ------------------- | --------------- | --------- | ----------------------------- |
| 60501          | 2000 DN96  | 29 fev 2000 | Socorro             | LINEAR          | —         | MPC                           |
| 60502          | 2000 DT96  | 29 fev 2000 | Socorro             | LINEAR          | —         | MPC                           |
| 60503          | 2000 DY100 | 29 fev 2000 | Socorro             | LINEAR          | —         | MPC                           |
| 60504          | 2000 DL102 | 29 fev 2000 | Socorro             | LINEAR          | —         | MPC                           |
| 60505          | 2000 DB104 | 29 fev 2000 | Socorro             | LINEAR          | —         | MPC                           |
| 60506          | 2000 DH104 | 29 fev 2000 | Socorro             | LINEAR          | —         | MPC                           |
| 60507          | 2000 DG106 | 29 fev 2000 | Socorro             | LINEAR          | —         | MPC                           |
| 60508          | 2000 DJ107 | 29 fev 2000 | Socorro             | LINEAR          | —         | MPC                           |
| 60509          | 2000 EA2   | 3 mar 2000  | Socorro             | LINEAR          | —         | MPC                           |
| 60510          | 2000 EV3   | 3 mar 2000  | Socorro             | LINEAR          | —         | MPC                           |
| 60511          | 2000 EF4   | 3 mar 2000  | Socorro             | LINEAR          | Juno      | MPC                           |
| 60512          | 2000 EU8   | 3 mar 2000  | Socorro             | LINEAR          | Brangane  | MPC                           |
| 60513          | 2000 EK11  | 4 mar 2000  | Socorro             | LINEAR          | —         | MPC                           |
| 60514          | 2000 EC12  | 4 mar 2000  | Socorro             | LINEAR          | —         | MPC                           |
| 60515          | 2000 EQ14  | 5 mar 2000  | Višnjan Observatory | K. Korlević     | —         | MPC                           |
| 60516          | 2000 EX16  | 3 mar 2000  | Socorro             | LINEAR          | —         | MPC                           |
| 60517          | 2000 EC18  | 4 mar 2000  | Socorro             | LINEAR          | —         | MPC                           |
| 60518          | 2000 ET19  | 5 mar 2000  | Socorro             | LINEAR          | —         | MPC                           |
| 60519          | 2000 EU25  | 8 mar 2000  | Kitt Peak           | Spacewatch      | —         | MPC                           |
| 60520          | 2000 ET32  | 5 mar 2000  | Socorro             | LINEAR          | Brangane  | MPC                           |
| 60521          | 2000 EM34  | 5 mar 2000  | Socorro             | LINEAR          | —         | MPC                           |
| 60522          | 2000 EP35  | 8 mar 2000  | Socorro             | LINEAR          | —         | MPC                           |
| 60523          | 2000 EM37  | 8 mar 2000  | Socorro             | LINEAR          | —         | MPC                           |
| 60524          | 2000 EA40  | 8 mar 2000  | Socorro             | LINEAR          | —         | MPC                           |
| 60525          | 2000 EW40  | 8 mar 2000  | Socorro             | LINEAR          | —         | MPC                           |
| 60526          | 2000 EU41  | 8 mar 2000  | Socorro             | LINEAR          | —         | MPC                           |
| 60527          | 2000 EE43  | 8 mar 2000  | Socorro             | LINEAR          | —         | MPC                           |
| 60528          | 2000 EN44  | 9 mar 2000  | Socorro             | LINEAR          | —         | MPC                           |
| 60529          | 2000 EU47  | 9 mar 2000  | Socorro             | LINEAR          | —         | MPC                           |
| 60530          | 2000 ED48  | 9 mar 2000  | Socorro             | LINEAR          | —         | MPC                           |
| 60531          | 2000 EF50  | 9 mar 2000  | Tebbutt             | F. B. Zoltowski | —         | MPC                           |
| 60532          | 2000 EX50  | 11 mar 2000 | Catalina            | CSS             | Eos       | MPC                           |
| 60533          | 2000 EC55  | 10 mar 2000 | Kitt Peak           | Spacewatch      | —         | MPC                           |
| 60534          | 2000 EB56  | 5 mar 2000  | Socorro             | LINEAR          | —         | MPC                           |
| 60535          | 2000 EM56  | 8 mar 2000  | Socorro             | LINEAR          | Mitidika  | MPC                           |
| 60536          | 2000 EE58  | 8 mar 2000  | Socorro             | LINEAR          | —         | MPC                           |
| 60537          | 2000 ED59  | 9 mar 2000  | Socorro             | LINEAR          | —         | MPC                           |
| 60538          | 2000 EX60  | 10 mar 2000 | Socorro             | LINEAR          | —         | MPC                           |
| 60539          | 2000 EB61  | 10 mar 2000 | Socorro             | LINEAR          | —         | MPC                           |
| 60540          | 2000 EZ61  | 10 mar 2000 | Socorro             | LINEAR          | —         | MPC                           |
| 60541          | 2000 EN63  | 10 mar 2000 | Socorro             | LINEAR          | Eos       | MPC                           |
| 60542          | 2000 EQ66  | 10 mar 2000 | Socorro             | LINEAR          | Mitidika  | MPC                           |
| 60543          | 2000 ET77  | 5 mar 2000  | Socorro             | LINEAR          | —         | MPC                           |
| 60544          | 2000 EP78  | 5 mar 2000  | Socorro             | LINEAR          | —         | MPC                           |
| 60545          | 2000 ES83  | 5 mar 2000  | Socorro             | LINEAR          | —         | MPC                           |
| 60546          | 2000 EE85  | 8 mar 2000  | Socorro             | LINEAR          | Phocaea   | MPC                           |
| 60547          | 2000 EF86  | 8 mar 2000  | Socorro             | LINEAR          | —         | MPC                           |
| 60548          | 2000 EH86  | 8 mar 2000  | Socorro             | LINEAR          | —         | MPC                           |
| 60549          | 2000 EL87  | 8 mar 2000  | Socorro             | LINEAR          | —         | MPC                           |
| 60550          | 2000 EX87  | 8 mar 2000  | Socorro             | LINEAR          | —         | MPC                           |
| 60551          | 2000 EQ88  | 9 mar 2000  | Socorro             | LINEAR          | Brangane  | MPC                           |
| 60552          | 2000 EO89  | 9 mar 2000  | Socorro             | LINEAR          | —         | MPC                           |
| 60553          | 2000 ED91  | 9 mar 2000  | Socorro             | LINEAR          | —         | MPC                           |
| 60554          | 2000 EZ93  | 9 mar 2000  | Socorro             | LINEAR          | Phocaea   | MPC                           |
| 60555          | 2000 EJ94  | 9 mar 2000  | Socorro             | LINEAR          | —         | MPC                           |
| 60556          | 2000 EL95  | 10 mar 2000 | Socorro             | LINEAR          | —         | MPC                           |
| 60557          | 2000 EW95  | 10 mar 2000 | Socorro             | LINEAR          | —         | MPC                           |
| 60558 Echeclus | 2000 EC98  | 3 mar 2000  | Kitt Peak           | Spacewatch      | —         | MPC                           |
| 60559          | 2000 EN98  | 9 mar 2000  | Kitt Peak           | Spacewatch      | —         | MPC                           |
| 60560          | 2000 EQ103 | 12 mar 2000 | Socorro             | LINEAR          | —         | MPC                           |
| 60561          | 2000 EX104 | 11 mar 2000 | Anderson Mesa       | LONEOS          | —         | MPC                           |
| 60562          | 2000 EH106 | 11 mar 2000 | Anderson Mesa       | LONEOS          | —         | MPC                           |
| 60563          | 2000 EF107 | 5 mar 2000  | Haleakalā           | NEAT            | —         | MPC                           |
| 60564          | 2000 ER108 | 8 mar 2000  | Haleakala           | NEAT            | —         | MPC                           |
| 60565          | 2000 EB109 | 8 mar 2000  | Socorro             | LINEAR          | —         | MPC                           |
| 60566          | 2000 EH109 | 8 mar 2000  | Haleakalā           | NEAT            | —         | MPC                           |
| 60567          | 2000 EL110 | 8 mar 2000  | Haleakala           | NEAT            | —         | MPC                           |
| 60568          | 2000 ED111 | 8 mar 2000  | Haleakala           | NEAT            | —         | MPC                           |
| 60569          | 2000 EH112 | 9 mar 2000  | Socorro             | LINEAR          | —         | MPC                           |
| 60570          | 2000 ET113 | 9 mar 2000  | Kitt Peak           | Spacewatch      | —         | MPC                           |
| 60571          | 2000 ER116 | 10 mar 2000 | Socorro             | LINEAR          | —         | MPC                           |
| 60572          | 2000 EB117 | 10 mar 2000 | Socorro             | LINEAR          | —         | MPC                           |
| 60573          | 2000 ED118 | 11 mar 2000 | Anderson Mesa       | LONEOS          | —         | MPC                           |
| 60574          | 2000 EK119 | 11 mar 2000 | Anderson Mesa       | LONEOS          | —         | MPC                           |
| 60575          | 2000 EY121 | 11 mar 2000 | Anderson Mesa       | LONEOS          | —         | MPC                           |
| 60576          | 2000 EJ122 | 11 mar 2000 | Anderson Mesa       | LONEOS          | —         | MPC                           |
| 60577          | 2000 EW122 | 11 mar 2000 | Socorro             | LINEAR          | —         | MPC                           |
| 60578          | 2000 ED123 | 11 mar 2000 | Catalina            | CSS             | —         | MPC                           |
| 60579          | 2000 EK127 | 11 mar 2000 | Anderson Mesa       | LONEOS          | —         | MPC                           |
| 60580          | 2000 ER127 | 11 mar 2000 | Anderson Mesa       | LONEOS          | —         | MPC                           |
| 60581          | 2000 EE128 | 11 mar 2000 | Anderson Mesa       | LONEOS          | —         | MPC                           |
| 60582          | 2000 EB130 | 11 mar 2000 | Anderson Mesa       | LONEOS          | —         | MPC                           |
| 60583          | 2000 EQ132 | 11 mar 2000 | Socorro             | LINEAR          | —         | MPC                           |
| 60584          | 2000 EW132 | 11 mar 2000 | Socorro             | LINEAR          | —         | MPC                           |
| 60585          | 2000 EZ132 | 11 mar 2000 | Socorro             | LINEAR          | —         | MPC                           |
| 60586          | 2000 EZ136 | 12 mar 2000 | Socorro             | LINEAR          | —         | MPC                           |
| 60587          | 2000 EL139 | 11 mar 2000 | Socorro             | LINEAR          | —         | MPC                           |
| 60588          | 2000 EQ139 | 12 mar 2000 | Catalina            | CSS             | —         | MPC                           |
| 60589          | 2000 EU139 | 12 mar 2000 | Catalina            | CSS             | —         | MPC                           |
| 60590          | 2000 EE140 | 5 mar 2000  | Socorro             | LINEAR          | —         | MPC                           |
| 60591          | 2000 EV141 | 2 mar 2000  | Catalina            | CSS             | —         | MPC                           |
| 60592          | 2000 EE146 | 4 mar 2000  | Socorro             | LINEAR          | —         | MPC                           |
| 60593          | 2000 EN146 | 4 mar 2000  | Socorro             | LINEAR          | —         | MPC                           |
| 60594          | 2000 ER147 | 4 mar 2000  | Catalina            | CSS             | —         | MPC                           |
| 60595          | 2000 EN150 | 5 mar 2000  | Haleakalā           | NEAT            | Phocaea   | MPC                           |
| 60596          | 2000 EZ150 | 5 mar 2000  | Haleakala           | NEAT            | —         | MPC                           |
| 60597          | 2000 EJ154 | 6 mar 2000  | Haleakala           | NEAT            | —         | MPC                           |
| 60598          | 2000 EX154 | 7 mar 2000  | Socorro             | LINEAR          | —         | MPC                           |
| 60599          | 2000 EY154 | 7 mar 2000  | Socorro             | LINEAR          | —         | MPC                           |
| 60600          | 2000 EG157 | 11 mar 2000 | Catalina            | CSS             | Phocaea   | MPC                           |

## 60601–60700
| Designação       | Designação | Descoberta  | Descoberta    | Descobridor(es)                                        | Categoria | Mais informações / Referência |
| Permanente       | Provisória | Data        | Local         | Descobridor(es)                                        | Categoria | Mais informações / Referência |
| ---------------- | ---------- | ----------- | ------------- | ------------------------------------------------------ | --------- | ----------------------------- |
| 60601            | 2000 EQ157 | 12 mar 2000 | Anderson Mesa | LONEOS                                                 | —         | MPC                           |
| 60602            | 2000 EV161 | 3 mar 2000  | Socorro       | LINEAR                                                 | —         | MPC                           |
| 60603            | 2000 EF163 | 3 mar 2000  | Socorro       | LINEAR                                                 | —         | MPC                           |
| 60604            | 2000 EP164 | 3 mar 2000  | Socorro       | LINEAR                                                 | —         | MPC                           |
| 60605            | 2000 EZ167 | 4 mar 2000  | Socorro       | LINEAR                                                 | —         | MPC                           |
| 60606            | 2000 EC171 | 5 mar 2000  | Socorro       | LINEAR                                                 | —         | MPC                           |
| 60607            | 2000 EA172 | 9 mar 2000  | Socorro       | LINEAR                                                 | —         | MPC                           |
| 60608            | 2000 EE173 | 3 mar 2000  | Kitt Peak     | J. X. Luu, C. Trujillo, W. Evans                       | —         | MPC                           |
| 60609 Kerryprice | 2000 EA175 | 2 mar 2000  | Catalina      | CSS                                                    | —         | MPC                           |
| 60610            | 2000 EB181 | 4 mar 2000  | Socorro       | LINEAR                                                 | —         | MPC                           |
| 60611            | 2000 ED185 | 5 mar 2000  | Socorro       | LINEAR                                                 | —         | MPC                           |
| 60612            | 2000 EE190 | 3 mar 2000  | Socorro       | LINEAR                                                 | Brangane  | MPC                           |
| 60613            | 2000 EO196 | 3 mar 2000  | Socorro       | LINEAR                                                 | —         | MPC                           |
| 60614 Tomshea    | 2000 EU198 | 1 mar 2000  | Catalina      | CSS                                                    | —         | MPC                           |
| 60615            | 2000 EV205 | 12 mar 2000 | Socorro       | LINEAR                                                 | —         | MPC                           |
| 60616            | 2000 FH1   | 26 mar 2000 | Socorro       | LINEAR                                                 | —         | MPC                           |
| 60617            | 2000 FM3   | 28 mar 2000 | Socorro       | LINEAR                                                 | —         | MPC                           |
| 60618            | 2000 FP3   | 28 mar 2000 | Socorro       | LINEAR                                                 | —         | MPC                           |
| 60619            | 2000 FZ4   | 27 mar 2000 | Kitt Peak     | Spacewatch                                             | —         | MPC                           |
| 60620            | 2000 FD8   | 27 mar 2000 | Mauna Kea     | J. J. Kavelaars, B. Gladman, J.-M. Petit, M. J. Holman | —         | MPC                           |
| 60621            | 2000 FE8   | 27 mar 2000 | Mauna Kea     | J. J. Kavelaars, B. Gladman, J.-M. Petit, M. J. Holman | Pallas    | MPC                           |
| 60622 Pritchet   | 2000 FK8   | 30 mar 2000 | NRC-DAO       | D. D. Balam                                            | —         | MPC                           |
| 60623            | 2000 FW13  | 28 mar 2000 | Socorro       | LINEAR                                                 | —         | MPC                           |
| 60624            | 2000 FT14  | 29 mar 2000 | Socorro       | LINEAR                                                 | Juno      | MPC                           |
| 60625            | 2000 FA17  | 28 mar 2000 | Socorro       | LINEAR                                                 | —         | MPC                           |
| 60626            | 2000 FU21  | 29 mar 2000 | Socorro       | LINEAR                                                 | —         | MPC                           |
| 60627            | 2000 FJ23  | 29 mar 2000 | Socorro       | LINEAR                                                 | —         | MPC                           |
| 60628            | 2000 FX24  | 29 mar 2000 | Socorro       | LINEAR                                                 | —         | MPC                           |
| 60629            | 2000 FX25  | 27 mar 2000 | Anderson Mesa | LONEOS                                                 | —         | MPC                           |
| 60630            | 2000 FY25  | 27 mar 2000 | Anderson Mesa | LONEOS                                                 | —         | MPC                           |
| 60631            | 2000 FC26  | 27 mar 2000 | Anderson Mesa | LONEOS                                                 | —         | MPC                           |
| 60632            | 2000 FE27  | 27 mar 2000 | Anderson Mesa | LONEOS                                                 | —         | MPC                           |
| 60633            | 2000 FF27  | 27 mar 2000 | Anderson Mesa | LONEOS                                                 | —         | MPC                           |
| 60634            | 2000 FW27  | 27 mar 2000 | Anderson Mesa | LONEOS                                                 | —         | MPC                           |
| 60635            | 2000 FD30  | 27 mar 2000 | Anderson Mesa | LONEOS                                                 | —         | MPC                           |
| 60636            | 2000 FH30  | 27 mar 2000 | Anderson Mesa | LONEOS                                                 | —         | MPC                           |
| 60637            | 2000 FX30  | 29 mar 2000 | Kvistaberg    | UDAS                                                   | —         | MPC                           |
| 60638            | 2000 FF31  | 28 mar 2000 | Socorro       | LINEAR                                                 | —         | MPC                           |
| 60639            | 2000 FW31  | 29 mar 2000 | Socorro       | LINEAR                                                 | —         | MPC                           |
| 60640            | 2000 FE34  | 29 mar 2000 | Socorro       | LINEAR                                                 | —         | MPC                           |
| 60641            | 2000 FP35  | 29 mar 2000 | Socorro       | LINEAR                                                 | —         | MPC                           |
| 60642            | 2000 FP37  | 29 mar 2000 | Socorro       | LINEAR                                                 | —         | MPC                           |
| 60643            | 2000 FU37  | 29 mar 2000 | Socorro       | LINEAR                                                 | —         | MPC                           |
| 60644            | 2000 FY37  | 29 mar 2000 | Socorro       | LINEAR                                                 | —         | MPC                           |
| 60645            | 2000 FU38  | 29 mar 2000 | Socorro       | LINEAR                                                 | —         | MPC                           |
| 60646            | 2000 FJ39  | 29 mar 2000 | Socorro       | LINEAR                                                 | —         | MPC                           |
| 60647            | 2000 FA40  | 29 mar 2000 | Socorro       | LINEAR                                                 | —         | MPC                           |
| 60648            | 2000 FY40  | 29 mar 2000 | Socorro       | LINEAR                                                 | —         | MPC                           |
| 60649            | 2000 FZ41  | 29 mar 2000 | Socorro       | LINEAR                                                 | —         | MPC                           |
| 60650            | 2000 FF42  | 29 mar 2000 | Socorro       | LINEAR                                                 | —         | MPC                           |
| 60651            | 2000 FU42  | 28 mar 2000 | Socorro       | LINEAR                                                 | —         | MPC                           |
| 60652            | 2000 FG43  | 29 mar 2000 | Socorro       | LINEAR                                                 | —         | MPC                           |
| 60653            | 2000 FA45  | 29 mar 2000 | Socorro       | LINEAR                                                 | —         | MPC                           |
| 60654            | 2000 FP45  | 29 mar 2000 | Socorro       | LINEAR                                                 | —         | MPC                           |
| 60655            | 2000 FV45  | 29 mar 2000 | Socorro       | LINEAR                                                 | —         | MPC                           |
| 60656            | 2000 FF47  | 29 mar 2000 | Socorro       | LINEAR                                                 | —         | MPC                           |
| 60657            | 2000 FT47  | 29 mar 2000 | Socorro       | LINEAR                                                 | —         | MPC                           |
| 60658            | 2000 FG48  | 29 mar 2000 | Socorro       | LINEAR                                                 | Mitidika  | MPC                           |
| 60659            | 2000 FX49  | 30 mar 2000 | Socorro       | LINEAR                                                 | —         | MPC                           |
| 60660            | 2000 FL50  | 27 mar 2000 | Anderson Mesa | LONEOS                                                 | —         | MPC                           |
| 60661            | 2000 FF57  | 26 mar 2000 | Anderson Mesa | LONEOS                                                 | —         | MPC                           |
| 60662            | 2000 FX61  | 26 mar 2000 | Anderson Mesa | LONEOS                                                 | —         | MPC                           |
| 60663            | 2000 FZ65  | 29 mar 2000 | Socorro       | LINEAR                                                 | —         | MPC                           |
| 60664            | 2000 FX72  | 26 mar 2000 | Anderson Mesa | LONEOS                                                 | —         | MPC                           |
| 60665            | 2000 FL73  | 25 mar 2000 | Kitt Peak     | Spacewatch                                             | —         | MPC                           |
| 60666            | 2000 FT73  | 26 mar 2000 | Anderson Mesa | LONEOS                                                 | —         | MPC                           |
| 60667            | 2000 GQ1   | 4 abr 2000  | Prescott      | P. G. Comba                                            | —         | MPC                           |
| 60668            | 2000 GJ3   | 5 abr 2000  | Socorro       | LINEAR                                                 | —         | MPC                           |
| 60669 Georgpick  | 2000 GE4   | 7 abr 2000  | Kleť          | M. Tichý                                               | —         | MPC                           |
| 60670            | 2000 GX5   | 4 abr 2000  | Socorro       | LINEAR                                                 | —         | MPC                           |
| 60671            | 2000 GP9   | 5 abr 2000  | Socorro       | LINEAR                                                 | —         | MPC                           |
| 60672            | 2000 GE10  | 5 abr 2000  | Socorro       | LINEAR                                                 | —         | MPC                           |
| 60673            | 2000 GH10  | 5 abr 2000  | Socorro       | LINEAR                                                 | —         | MPC                           |
| 60674            | 2000 GN10  | 5 abr 2000  | Socorro       | LINEAR                                                 | —         | MPC                           |
| 60675            | 2000 GA12  | 5 abr 2000  | Socorro       | LINEAR                                                 | —         | MPC                           |
| 60676            | 2000 GQ14  | 5 abr 2000  | Socorro       | LINEAR                                                 | —         | MPC                           |
| 60677            | 2000 GO18  | 5 abr 2000  | Socorro       | LINEAR                                                 | —         | MPC                           |
| 60678            | 2000 GA23  | 5 abr 2000  | Socorro       | LINEAR                                                 | —         | MPC                           |
| 60679            | 2000 GE24  | 5 abr 2000  | Socorro       | LINEAR                                                 | —         | MPC                           |
| 60680            | 2000 GW27  | 5 abr 2000  | Socorro       | LINEAR                                                 | —         | MPC                           |
| 60681            | 2000 GE31  | 5 abr 2000  | Socorro       | LINEAR                                                 | —         | MPC                           |
| 60682            | 2000 GU31  | 5 abr 2000  | Socorro       | LINEAR                                                 | —         | MPC                           |
| 60683            | 2000 GL33  | 5 abr 2000  | Socorro       | LINEAR                                                 | —         | MPC                           |
| 60684            | 2000 GA34  | 5 abr 2000  | Socorro       | LINEAR                                                 | —         | MPC                           |
| 60685            | 2000 GP34  | 5 abr 2000  | Socorro       | LINEAR                                                 | —         | MPC                           |
| 60686            | 2000 GN35  | 5 abr 2000  | Socorro       | LINEAR                                                 | —         | MPC                           |
| 60687            | 2000 GS35  | 5 abr 2000  | Socorro       | LINEAR                                                 | —         | MPC                           |
| 60688            | 2000 GY35  | 5 abr 2000  | Socorro       | LINEAR                                                 | —         | MPC                           |
| 60689            | 2000 GG37  | 5 abr 2000  | Socorro       | LINEAR                                                 | —         | MPC                           |
| 60690            | 2000 GD38  | 5 abr 2000  | Socorro       | LINEAR                                                 | —         | MPC                           |
| 60691            | 2000 GJ38  | 5 abr 2000  | Socorro       | LINEAR                                                 | —         | MPC                           |
| 60692            | 2000 GC40  | 5 abr 2000  | Socorro       | LINEAR                                                 | —         | MPC                           |
| 60693            | 2000 GX40  | 5 abr 2000  | Socorro       | LINEAR                                                 | —         | MPC                           |
| 60694            | 2000 GG41  | 5 abr 2000  | Socorro       | LINEAR                                                 | —         | MPC                           |
| 60695            | 2000 GM42  | 5 abr 2000  | Socorro       | LINEAR                                                 | —         | MPC                           |
| 60696            | 2000 GQ43  | 5 abr 2000  | Socorro       | LINEAR                                                 | —         | MPC                           |
| 60697            | 2000 GG45  | 5 abr 2000  | Socorro       | LINEAR                                                 | —         | MPC                           |
| 60698            | 2000 GB46  | 5 abr 2000  | Socorro       | LINEAR                                                 | —         | MPC                           |
| 60699            | 2000 GN47  | 5 abr 2000  | Socorro       | LINEAR                                                 | —         | MPC                           |
| 60700            | 2000 GL50  | 5 abr 2000  | Socorro       | LINEAR                                                 | —         | MPC                           |

## 60701–60800
| Designação | Designação | Descoberta  | Descoberta          | Descobridor(es) | Categoria | Mais informações / Referência |
| Permanente | Provisória | Data        | Local               | Descobridor(es) | Categoria | Mais informações / Referência |
| ---------- | ---------- | ----------- | ------------------- | --------------- | --------- | ----------------------------- |
| 60701      | 2000 GQ51  | 5 abr 2000  | Socorro             | LINEAR          | —         | MPC                           |
| 60702      | 2000 GU52  | 5 abr 2000  | Socorro             | LINEAR          | —         | MPC                           |
| 60703      | 2000 GU53  | 5 abr 2000  | Socorro             | LINEAR          | —         | MPC                           |
| 60704      | 2000 GK55  | 5 abr 2000  | Socorro             | LINEAR          | —         | MPC                           |
| 60705      | 2000 GU55  | 5 abr 2000  | Socorro             | LINEAR          | —         | MPC                           |
| 60706      | 2000 GB56  | 5 abr 2000  | Socorro             | LINEAR          | —         | MPC                           |
| 60707      | 2000 GP56  | 5 abr 2000  | Socorro             | LINEAR          | —         | MPC                           |
| 60708      | 2000 GC57  | 5 abr 2000  | Socorro             | LINEAR          | —         | MPC                           |
| 60709      | 2000 GN57  | 5 abr 2000  | Socorro             | LINEAR          | —         | MPC                           |
| 60710      | 2000 GU57  | 5 abr 2000  | Socorro             | LINEAR          | —         | MPC                           |
| 60711      | 2000 GS59  | 5 abr 2000  | Socorro             | LINEAR          | —         | MPC                           |
| 60712      | 2000 GM60  | 5 abr 2000  | Socorro             | LINEAR          | —         | MPC                           |
| 60713      | 2000 GK61  | 5 abr 2000  | Socorro             | LINEAR          | —         | MPC                           |
| 60714      | 2000 GN62  | 5 abr 2000  | Socorro             | LINEAR          | —         | MPC                           |
| 60715      | 2000 GX64  | 5 abr 2000  | Socorro             | LINEAR          | —         | MPC                           |
| 60716      | 2000 GD65  | 5 abr 2000  | Socorro             | LINEAR          | —         | MPC                           |
| 60717      | 2000 GZ66  | 5 abr 2000  | Socorro             | LINEAR          | —         | MPC                           |
| 60718      | 2000 GN69  | 5 abr 2000  | Socorro             | LINEAR          | —         | MPC                           |
| 60719      | 2000 GQ69  | 5 abr 2000  | Socorro             | LINEAR          | —         | MPC                           |
| 60720      | 2000 GC72  | 5 abr 2000  | Socorro             | LINEAR          | —         | MPC                           |
| 60721      | 2000 GA73  | 5 abr 2000  | Socorro             | LINEAR          | —         | MPC                           |
| 60722      | 2000 GE73  | 5 abr 2000  | Socorro             | LINEAR          | Phocaea   | MPC                           |
| 60723      | 2000 GU73  | 5 abr 2000  | Socorro             | LINEAR          | —         | MPC                           |
| 60724      | 2000 GE74  | 5 abr 2000  | Socorro             | LINEAR          | —         | MPC                           |
| 60725      | 2000 GH74  | 5 abr 2000  | Socorro             | LINEAR          | Ursula    | MPC                           |
| 60726      | 2000 GE75  | 5 abr 2000  | Socorro             | LINEAR          | —         | MPC                           |
| 60727      | 2000 GO75  | 5 abr 2000  | Socorro             | LINEAR          | —         | MPC                           |
| 60728      | 2000 GS76  | 5 abr 2000  | Socorro             | LINEAR          | —         | MPC                           |
| 60729      | 2000 GZ78  | 5 abr 2000  | Socorro             | LINEAR          | —         | MPC                           |
| 60730      | 2000 GC79  | 5 abr 2000  | Socorro             | LINEAR          | —         | MPC                           |
| 60731      | 2000 GQ79  | 5 abr 2000  | Socorro             | LINEAR          | —         | MPC                           |
| 60732      | 2000 GK80  | 6 abr 2000  | Socorro             | LINEAR          | —         | MPC                           |
| 60733      | 2000 GL80  | 6 abr 2000  | Socorro             | LINEAR          | —         | MPC                           |
| 60734      | 2000 GT80  | 6 abr 2000  | Socorro             | LINEAR          | —         | MPC                           |
| 60735      | 2000 GF82  | 7 abr 2000  | Socorro             | LINEAR          | —         | MPC                           |
| 60736      | 2000 GJ82  | 8 abr 2000  | Višnjan Observatory | K. Korlević     | Mitidika  | MPC                           |
| 60737      | 2000 GB87  | 4 abr 2000  | Socorro             | LINEAR          | —         | MPC                           |
| 60738      | 2000 GK87  | 4 abr 2000  | Socorro             | LINEAR          | —         | MPC                           |
| 60739      | 2000 GR87  | 4 abr 2000  | Socorro             | LINEAR          | Brangane  | MPC                           |
| 60740      | 2000 GU89  | 4 abr 2000  | Socorro             | LINEAR          | —         | MPC                           |
| 60741      | 2000 GY90  | 4 abr 2000  | Socorro             | LINEAR          | —         | MPC                           |
| 60742      | 2000 GY91  | 4 abr 2000  | Socorro             | LINEAR          | —         | MPC                           |
| 60743      | 2000 GU92  | 5 abr 2000  | Socorro             | LINEAR          | —         | MPC                           |
| 60744      | 2000 GB93  | 5 abr 2000  | Socorro             | LINEAR          | —         | MPC                           |
| 60745      | 2000 GQ93  | 5 abr 2000  | Socorro             | LINEAR          | —         | MPC                           |
| 60746      | 2000 GA95  | 6 abr 2000  | Socorro             | LINEAR          | —         | MPC                           |
| 60747      | 2000 GW95  | 6 abr 2000  | Socorro             | LINEAR          | —         | MPC                           |
| 60748      | 2000 GC96  | 6 abr 2000  | Socorro             | LINEAR          | —         | MPC                           |
| 60749      | 2000 GF96  | 6 abr 2000  | Socorro             | LINEAR          | —         | MPC                           |
| 60750      | 2000 GQ98  | 7 abr 2000  | Socorro             | LINEAR          | —         | MPC                           |
| 60751      | 2000 GU98  | 7 abr 2000  | Socorro             | LINEAR          | —         | MPC                           |
| 60752      | 2000 GM99  | 7 abr 2000  | Socorro             | LINEAR          | —         | MPC                           |
| 60753      | 2000 GA101 | 7 abr 2000  | Socorro             | LINEAR          | —         | MPC                           |
| 60754      | 2000 GH101 | 7 abr 2000  | Socorro             | LINEAR          | —         | MPC                           |
| 60755      | 2000 GU101 | 7 abr 2000  | Socorro             | LINEAR          | Brangane  | MPC                           |
| 60756      | 2000 GM104 | 7 abr 2000  | Socorro             | LINEAR          | —         | MPC                           |
| 60757      | 2000 GK107 | 7 abr 2000  | Socorro             | LINEAR          | —         | MPC                           |
| 60758      | 2000 GP108 | 7 abr 2000  | Socorro             | LINEAR          | —         | MPC                           |
| 60759      | 2000 GA112 | 3 abr 2000  | Anderson Mesa       | LONEOS          | Eos       | MPC                           |
| 60760      | 2000 GC113 | 5 abr 2000  | Socorro             | LINEAR          | —         | MPC                           |
| 60761      | 2000 GK113 | 6 abr 2000  | Socorro             | LINEAR          | —         | MPC                           |
| 60762      | 2000 GA115 | 8 abr 2000  | Socorro             | LINEAR          | —         | MPC                           |
| 60763      | 2000 GN118 | 3 abr 2000  | Kitt Peak           | Spacewatch      | —         | MPC                           |
| 60764      | 2000 GV122 | 11 abr 2000 | Fountain Hills      | C. W. Juels     | —         | MPC                           |
| 60765      | 2000 GE124 | 7 abr 2000  | Socorro             | LINEAR          | —         | MPC                           |
| 60766      | 2000 GU124 | 7 abr 2000  | Socorro             | LINEAR          | Phocaea   | MPC                           |
| 60767      | 2000 GU133 | 7 abr 2000  | Socorro             | LINEAR          | —         | MPC                           |
| 60768      | 2000 GY136 | 12 abr 2000 | Socorro             | LINEAR          | —         | MPC                           |
| 60769      | 2000 GF143 | 7 abr 2000  | Anderson Mesa       | LONEOS          | —         | MPC                           |
| 60770      | 2000 GL143 | 7 abr 2000  | Anderson Mesa       | LONEOS          | —         | MPC                           |
| 60771      | 2000 GS154 | 6 abr 2000  | Anderson Mesa       | LONEOS          | —         | MPC                           |
| 60772      | 2000 GY155 | 6 abr 2000  | Anderson Mesa       | LONEOS          | —         | MPC                           |
| 60773      | 2000 GD158 | 7 abr 2000  | Anderson Mesa       | LONEOS          | —         | MPC                           |
| 60774      | 2000 GW159 | 7 abr 2000  | Socorro             | LINEAR          | —         | MPC                           |
| 60775      | 2000 GG160 | 7 abr 2000  | Socorro             | LINEAR          | Brangane  | MPC                           |
| 60776      | 2000 GP160 | 7 abr 2000  | Socorro             | LINEAR          | —         | MPC                           |
| 60777      | 2000 GS162 | 8 abr 2000  | Socorro             | LINEAR          | —         | MPC                           |
| 60778      | 2000 GU162 | 8 abr 2000  | Socorro             | LINEAR          | —         | MPC                           |
| 60779      | 2000 GY162 | 8 abr 2000  | Socorro             | LINEAR          | —         | MPC                           |
| 60780      | 2000 GA164 | 12 abr 2000 | Socorro             | LINEAR          | —         | MPC                           |
| 60781      | 2000 GD164 | 12 abr 2000 | Haleakalā           | NEAT            | Phocaea   | MPC                           |
| 60782      | 2000 GJ166 | 5 abr 2000  | Socorro             | LINEAR          | Themis    | MPC                           |
| 60783      | 2000 GB171 | 5 abr 2000  | Anderson Mesa       | LONEOS          | —         | MPC                           |
| 60784      | 2000 GC178 | 2 abr 2000  | Anderson Mesa       | LONEOS          | —         | MPC                           |
| 60785      | 2000 GT179 | 5 abr 2000  | Anderson Mesa       | LONEOS          | —         | MPC                           |
| 60786      | 2000 GP182 | 3 abr 2000  | Kitt Peak           | Spacewatch      | —         | MPC                           |
| 60787      | 2000 GW183 | 14 abr 2000 | Socorro             | LINEAR          | —         | MPC                           |
| 60788      | 2000 HW    | 24 abr 2000 | Kitt Peak           | Spacewatch      | —         | MPC                           |
| 60789      | 2000 HW1   | 25 abr 2000 | Višnjan Observatory | K. Korlević     | —         | MPC                           |
| 60790      | 2000 HD4   | 26 abr 2000 | Kitt Peak           | Spacewatch      | —         | MPC                           |
| 60791      | 2000 HM6   | 24 abr 2000 | Kitt Peak           | Spacewatch      | —         | MPC                           |
| 60792      | 2000 HS6   | 24 abr 2000 | Kitt Peak           | Spacewatch      | —         | MPC                           |
| 60793      | 2000 HQ7   | 27 abr 2000 | Socorro             | LINEAR          | —         | MPC                           |
| 60794      | 2000 HR7   | 27 abr 2000 | Socorro             | LINEAR          | —         | MPC                           |
| 60795      | 2000 HO8   | 27 abr 2000 | Socorro             | LINEAR          | —         | MPC                           |
| 60796      | 2000 HB9   | 27 abr 2000 | Socorro             | LINEAR          | —         | MPC                           |
| 60797      | 2000 HR10  | 27 abr 2000 | Socorro             | LINEAR          | —         | MPC                           |
| 60798      | 2000 HV10  | 27 abr 2000 | Socorro             | LINEAR          | —         | MPC                           |
| 60799      | 2000 HV11  | 28 abr 2000 | Socorro             | LINEAR          | —         | MPC                           |
| 60800      | 2000 HJ12  | 28 abr 2000 | Socorro             | LINEAR          | —         | MPC                           |

## 60801–60900
| Designação | Designação | Descoberta  | Descoberta          | Descobridor(es) | Categoria | Mais informações / Referência |
| Permanente | Provisória | Data        | Local               | Descobridor(es) | Categoria | Mais informações / Referência |
| ---------- | ---------- | ----------- | ------------------- | --------------- | --------- | ----------------------------- |
| 60801      | 2000 HA15  | 27 abr 2000 | Socorro             | LINEAR          | —         | MPC                           |
| 60802      | 2000 HK15  | 27 abr 2000 | Socorro             | LINEAR          | —         | MPC                           |
| 60803      | 2000 HF18  | 24 abr 2000 | Kitt Peak           | Spacewatch      | —         | MPC                           |
| 60804      | 2000 HD23  | 30 abr 2000 | Socorro             | LINEAR          | —         | MPC                           |
| 60805      | 2000 HS23  | 26 abr 2000 | Višnjan Observatory | K. Korlević     | —         | MPC                           |
| 60806      | 2000 HT25  | 24 abr 2000 | Anderson Mesa       | LONEOS          | —         | MPC                           |
| 60807      | 2000 HN26  | 24 abr 2000 | Anderson Mesa       | LONEOS          | —         | MPC                           |
| 60808      | 2000 HQ26  | 24 abr 2000 | Anderson Mesa       | LONEOS          | —         | MPC                           |
| 60809      | 2000 HG28  | 28 abr 2000 | Socorro             | LINEAR          | —         | MPC                           |
| 60810      | 2000 HT28  | 29 abr 2000 | Socorro             | LINEAR          | —         | MPC                           |
| 60811      | 2000 HE30  | 28 abr 2000 | Socorro             | LINEAR          | —         | MPC                           |
| 60812      | 2000 HL30  | 28 abr 2000 | Socorro             | LINEAR          | —         | MPC                           |
| 60813      | 2000 HG31  | 29 abr 2000 | Socorro             | LINEAR          | —         | MPC                           |
| 60814      | 2000 HG32  | 29 abr 2000 | Socorro             | LINEAR          | —         | MPC                           |
| 60815      | 2000 HY32  | 29 abr 2000 | Socorro             | LINEAR          | —         | MPC                           |
| 60816      | 2000 HO34  | 25 abr 2000 | Anderson Mesa       | LONEOS          | —         | MPC                           |
| 60817      | 2000 HR37  | 29 abr 2000 | Socorro             | LINEAR          | —         | MPC                           |
| 60818      | 2000 HM38  | 28 abr 2000 | Kitt Peak           | Spacewatch      | —         | MPC                           |
| 60819      | 2000 HY38  | 28 abr 2000 | Kitt Peak           | Spacewatch      | —         | MPC                           |
| 60820      | 2000 HZ39  | 30 abr 2000 | Kitt Peak           | Spacewatch      | —         | MPC                           |
| 60821      | 2000 HD40  | 30 abr 2000 | Kitt Peak           | Spacewatch      | —         | MPC                           |
| 60822      | 2000 HX42  | 29 abr 2000 | Socorro             | LINEAR          | Ursula    | MPC                           |
| 60823      | 2000 HB43  | 29 abr 2000 | Socorro             | LINEAR          | —         | MPC                           |
| 60824      | 2000 HG43  | 29 abr 2000 | Socorro             | LINEAR          | —         | MPC                           |
| 60825      | 2000 HW45  | 26 abr 2000 | Anderson Mesa       | LONEOS          | —         | MPC                           |
| 60826      | 2000 HO46  | 29 abr 2000 | Socorro             | LINEAR          | —         | MPC                           |
| 60827      | 2000 HW46  | 29 abr 2000 | Socorro             | LINEAR          | —         | MPC                           |
| 60828      | 2000 HX46  | 29 abr 2000 | Socorro             | LINEAR          | —         | MPC                           |
| 60829      | 2000 HY46  | 29 abr 2000 | Socorro             | LINEAR          | —         | MPC                           |
| 60830      | 2000 HZ47  | 29 abr 2000 | Socorro             | LINEAR          | —         | MPC                           |
| 60831      | 2000 HL48  | 29 abr 2000 | Socorro             | LINEAR          | —         | MPC                           |
| 60832      | 2000 HU48  | 29 abr 2000 | Socorro             | LINEAR          | —         | MPC                           |
| 60833      | 2000 HB49  | 29 abr 2000 | Socorro             | LINEAR          | —         | MPC                           |
| 60834      | 2000 HL49  | 29 abr 2000 | Socorro             | LINEAR          | —         | MPC                           |
| 60835      | 2000 HU49  | 29 abr 2000 | Socorro             | LINEAR          | Mitidika  | MPC                           |
| 60836      | 2000 HZ49  | 29 abr 2000 | Socorro             | LINEAR          | —         | MPC                           |
| 60837      | 2000 HU53  | 29 abr 2000 | Socorro             | LINEAR          | —         | MPC                           |
| 60838      | 2000 HD55  | 29 abr 2000 | Socorro             | LINEAR          | —         | MPC                           |
| 60839      | 2000 HB56  | 24 abr 2000 | Anderson Mesa       | LONEOS          | —         | MPC                           |
| 60840      | 2000 HD57  | 24 abr 2000 | Anderson Mesa       | LONEOS          | —         | MPC                           |
| 60841      | 2000 HN57  | 24 abr 2000 | Anderson Mesa       | LONEOS          | —         | MPC                           |
| 60842      | 2000 HP61  | 25 abr 2000 | Anderson Mesa       | LONEOS          | —         | MPC                           |
| 60843      | 2000 HS61  | 25 abr 2000 | Anderson Mesa       | LONEOS          | —         | MPC                           |
| 60844      | 2000 HF62  | 25 abr 2000 | Kitt Peak           | Spacewatch      | —         | MPC                           |
| 60845      | 2000 HP62  | 25 abr 2000 | Kitt Peak           | Spacewatch      | —         | MPC                           |
| 60846      | 2000 HB63  | 26 abr 2000 | Anderson Mesa       | LONEOS          | —         | MPC                           |
| 60847      | 2000 HC64  | 26 abr 2000 | Anderson Mesa       | LONEOS          | —         | MPC                           |
| 60848      | 2000 HQ64  | 26 abr 2000 | Anderson Mesa       | LONEOS          | —         | MPC                           |
| 60849      | 2000 HV64  | 26 abr 2000 | Anderson Mesa       | LONEOS          | —         | MPC                           |
| 60850      | 2000 HE65  | 26 abr 2000 | Anderson Mesa       | LONEOS          | —         | MPC                           |
| 60851      | 2000 HN65  | 26 abr 2000 | Anderson Mesa       | LONEOS          | —         | MPC                           |
| 60852      | 2000 HU65  | 26 abr 2000 | Anderson Mesa       | LONEOS          | —         | MPC                           |
| 60853      | 2000 HZ65  | 26 abr 2000 | Anderson Mesa       | LONEOS          | —         | MPC                           |
| 60854      | 2000 HE66  | 26 abr 2000 | Anderson Mesa       | LONEOS          | —         | MPC                           |
| 60855      | 2000 HU66  | 26 abr 2000 | Kitt Peak           | Spacewatch      | —         | MPC                           |
| 60856      | 2000 HA68  | 27 abr 2000 | Socorro             | LINEAR          | —         | MPC                           |
| 60857      | 2000 HD68  | 27 abr 2000 | Anderson Mesa       | LONEOS          | Phocaea   | MPC                           |
| 60858      | 2000 HE68  | 27 abr 2000 | Anderson Mesa       | LONEOS          | —         | MPC                           |
| 60859      | 2000 HF68  | 27 abr 2000 | Socorro             | LINEAR          | —         | MPC                           |
| 60860      | 2000 HR72  | 26 abr 2000 | Anderson Mesa       | LONEOS          | —         | MPC                           |
| 60861      | 2000 HJ73  | 27 abr 2000 | Anderson Mesa       | LONEOS          | —         | MPC                           |
| 60862      | 2000 HJ74  | 30 abr 2000 | Kitt Peak           | Spacewatch      | —         | MPC                           |
| 60863      | 2000 HK75  | 27 abr 2000 | Socorro             | LINEAR          | —         | MPC                           |
| 60864      | 2000 HM75  | 27 abr 2000 | Socorro             | LINEAR          | —         | MPC                           |
| 60865      | 2000 HG76  | 27 abr 2000 | Socorro             | LINEAR          | —         | MPC                           |
| 60866      | 2000 HM79  | 28 abr 2000 | Socorro             | LINEAR          | —         | MPC                           |
| 60867      | 2000 HD81  | 28 abr 2000 | Socorro             | LINEAR          | —         | MPC                           |
| 60868      | 2000 HG81  | 28 abr 2000 | Anderson Mesa       | LONEOS          | —         | MPC                           |
| 60869      | 2000 HZ82  | 29 abr 2000 | Socorro             | LINEAR          | —         | MPC                           |
| 60870      | 2000 HC83  | 29 abr 2000 | Socorro             | LINEAR          | —         | MPC                           |
| 60871      | 2000 HE83  | 29 abr 2000 | Socorro             | LINEAR          | —         | MPC                           |
| 60872      | 2000 HE86  | 30 abr 2000 | Anderson Mesa       | LONEOS          | —         | MPC                           |
| 60873      | 2000 HL86  | 30 abr 2000 | Anderson Mesa       | LONEOS          | —         | MPC                           |
| 60874      | 2000 HT86  | 30 abr 2000 | Anderson Mesa       | LONEOS          | —         | MPC                           |
| 60875      | 2000 HV86  | 30 abr 2000 | Anderson Mesa       | LONEOS          | —         | MPC                           |
| 60876      | 2000 HD88  | 27 abr 2000 | Socorro             | LINEAR          | —         | MPC                           |
| 60877      | 2000 HD89  | 29 abr 2000 | Socorro             | LINEAR          | Mitidika  | MPC                           |
| 60878      | 2000 HW89  | 29 abr 2000 | Socorro             | LINEAR          | —         | MPC                           |
| 60879      | 2000 HE90  | 29 abr 2000 | Socorro             | LINEAR          | —         | MPC                           |
| 60880      | 2000 HG90  | 29 abr 2000 | Socorro             | LINEAR          | —         | MPC                           |
| 60881      | 2000 HE94  | 29 abr 2000 | Socorro             | LINEAR          | —         | MPC                           |
| 60882      | 2000 HM95  | 28 abr 2000 | Socorro             | LINEAR          | —         | MPC                           |
| 60883      | 2000 HK101 | 26 abr 2000 | Anderson Mesa       | LONEOS          | —         | MPC                           |
| 60884      | 2000 JH6   | 3 mai 2000  | Socorro             | LINEAR          | —         | MPC                           |
| 60885      | 2000 JX6   | 4 mai 2000  | Socorro             | LINEAR          | —         | MPC                           |
| 60886      | 2000 JB10  | 6 mai 2000  | Socorro             | LINEAR          | —         | MPC                           |
| 60887      | 2000 JS12  | 6 mai 2000  | Socorro             | LINEAR          | —         | MPC                           |
| 60888      | 2000 JA14  | 9 mai 2000  | Socorro             | LINEAR          | —         | MPC                           |
| 60889      | 2000 JC15  | 6 mai 2000  | Socorro             | LINEAR          | —         | MPC                           |
| 60890      | 2000 JK17  | 5 mai 2000  | Socorro             | LINEAR          | —         | MPC                           |
| 60891      | 2000 JL18  | 3 mai 2000  | Socorro             | LINEAR          | —         | MPC                           |
| 60892      | 2000 JH19  | 4 mai 2000  | Socorro             | LINEAR          | —         | MPC                           |
| 60893      | 2000 JH21  | 6 mai 2000  | Socorro             | LINEAR          | —         | MPC                           |
| 60894      | 2000 JP21  | 6 mai 2000  | Socorro             | LINEAR          | —         | MPC                           |
| 60895      | 2000 JM22  | 6 mai 2000  | Socorro             | LINEAR          | —         | MPC                           |
| 60896      | 2000 JB23  | 7 mai 2000  | Socorro             | LINEAR          | —         | MPC                           |
| 60897      | 2000 JP24  | 7 mai 2000  | Socorro             | LINEAR          | —         | MPC                           |
| 60898      | 2000 JQ25  | 7 mai 2000  | Socorro             | LINEAR          | —         | MPC                           |
| 60899      | 2000 JN26  | 7 mai 2000  | Socorro             | LINEAR          | —         | MPC                           |
| 60900      | 2000 JR26  | 7 mai 2000  | Socorro             | LINEAR          | —         | MPC                           |

## 60901–61000
| Designação    | Designação | Descoberta  | Descoberta    | Descobridor(es)     | Categoria | Mais informações / Referência |
| Permanente    | Provisória | Data        | Local         | Descobridor(es)     | Categoria | Mais informações / Referência |
| ------------- | ---------- | ----------- | ------------- | ------------------- | --------- | ----------------------------- |
| 60901         | 2000 JX26  | 7 mai 2000  | Socorro       | LINEAR              | —         | MPC                           |
| 60902         | 2000 JX27  | 7 mai 2000  | Socorro       | LINEAR              | Ursula    | MPC                           |
| 60903         | 2000 JS28  | 7 mai 2000  | Socorro       | LINEAR              | —         | MPC                           |
| 60904         | 2000 JG29  | 7 mai 2000  | Socorro       | LINEAR              | —         | MPC                           |
| 60905         | 2000 JP29  | 7 mai 2000  | Socorro       | LINEAR              | —         | MPC                           |
| 60906         | 2000 JG30  | 7 mai 2000  | Socorro       | LINEAR              | —         | MPC                           |
| 60907         | 2000 JL30  | 7 mai 2000  | Socorro       | LINEAR              | —         | MPC                           |
| 60908         | 2000 JP30  | 7 mai 2000  | Socorro       | LINEAR              | —         | MPC                           |
| 60909         | 2000 JH31  | 7 mai 2000  | Socorro       | LINEAR              | —         | MPC                           |
| 60910         | 2000 JJ31  | 7 mai 2000  | Socorro       | LINEAR              | —         | MPC                           |
| 60911         | 2000 JO31  | 7 mai 2000  | Socorro       | LINEAR              | —         | MPC                           |
| 60912         | 2000 JJ33  | 7 mai 2000  | Socorro       | LINEAR              | —         | MPC                           |
| 60913         | 2000 JR34  | 7 mai 2000  | Socorro       | LINEAR              | —         | MPC                           |
| 60914         | 2000 JL35  | 7 mai 2000  | Socorro       | LINEAR              | —         | MPC                           |
| 60915         | 2000 JT35  | 7 mai 2000  | Socorro       | LINEAR              | —         | MPC                           |
| 60916         | 2000 JL37  | 7 mai 2000  | Socorro       | LINEAR              | —         | MPC                           |
| 60917         | 2000 JK38  | 7 mai 2000  | Socorro       | LINEAR              | —         | MPC                           |
| 60918         | 2000 JZ38  | 7 mai 2000  | Socorro       | LINEAR              | —         | MPC                           |
| 60919         | 2000 JY39  | 7 mai 2000  | Socorro       | LINEAR              | —         | MPC                           |
| 60920         | 2000 JV40  | 6 mai 2000  | Socorro       | LINEAR              | —         | MPC                           |
| 60921         | 2000 JY40  | 6 mai 2000  | Socorro       | LINEAR              | —         | MPC                           |
| 60922         | 2000 JF41  | 6 mai 2000  | Socorro       | LINEAR              | —         | MPC                           |
| 60923         | 2000 JR43  | 7 mai 2000  | Socorro       | LINEAR              | —         | MPC                           |
| 60924         | 2000 JF44  | 7 mai 2000  | Socorro       | LINEAR              | —         | MPC                           |
| 60925         | 2000 JB45  | 7 mai 2000  | Socorro       | LINEAR              | —         | MPC                           |
| 60926         | 2000 JH45  | 7 mai 2000  | Socorro       | LINEAR              | Ursula    | MPC                           |
| 60927         | 2000 JQ45  | 7 mai 2000  | Socorro       | LINEAR              | —         | MPC                           |
| 60928         | 2000 JR45  | 7 mai 2000  | Socorro       | LINEAR              | —         | MPC                           |
| 60929         | 2000 JO46  | 7 mai 2000  | Socorro       | LINEAR              | —         | MPC                           |
| 60930         | 2000 JX46  | 9 mai 2000  | Socorro       | LINEAR              | —         | MPC                           |
| 60931         | 2000 JH47  | 9 mai 2000  | Socorro       | LINEAR              | —         | MPC                           |
| 60932         | 2000 JY49  | 9 mai 2000  | Socorro       | LINEAR              | —         | MPC                           |
| 60933         | 2000 JK51  | 9 mai 2000  | Socorro       | LINEAR              | —         | MPC                           |
| 60934         | 2000 JL51  | 9 mai 2000  | Socorro       | LINEAR              | —         | MPC                           |
| 60935         | 2000 JN51  | 9 mai 2000  | Socorro       | LINEAR              | —         | MPC                           |
| 60936         | 2000 JT52  | 9 mai 2000  | Socorro       | LINEAR              | —         | MPC                           |
| 60937         | 2000 JQ53  | 9 mai 2000  | Socorro       | LINEAR              | —         | MPC                           |
| 60938         | 2000 JF54  | 6 mai 2000  | Socorro       | LINEAR              | —         | MPC                           |
| 60939         | 2000 JH54  | 6 mai 2000  | Socorro       | LINEAR              | —         | MPC                           |
| 60940         | 2000 JJ54  | 6 mai 2000  | Socorro       | LINEAR              | —         | MPC                           |
| 60941         | 2000 JQ54  | 6 mai 2000  | Socorro       | LINEAR              | —         | MPC                           |
| 60942         | 2000 JZ54  | 6 mai 2000  | Socorro       | LINEAR              | —         | MPC                           |
| 60943         | 2000 JV55  | 6 mai 2000  | Socorro       | LINEAR              | —         | MPC                           |
| 60944         | 2000 JB56  | 6 mai 2000  | Socorro       | LINEAR              | —         | MPC                           |
| 60945         | 2000 JV56  | 6 mai 2000  | Socorro       | LINEAR              | —         | MPC                           |
| 60946         | 2000 JY57  | 6 mai 2000  | Socorro       | LINEAR              | —         | MPC                           |
| 60947         | 2000 JH58  | 6 mai 2000  | Socorro       | LINEAR              | —         | MPC                           |
| 60948         | 2000 JE61  | 7 mai 2000  | Socorro       | LINEAR              | —         | MPC                           |
| 60949         | 2000 JM61  | 7 mai 2000  | Socorro       | LINEAR              | —         | MPC                           |
| 60950         | 2000 JP61  | 7 mai 2000  | Socorro       | LINEAR              | —         | MPC                           |
| 60951         | 2000 JA62  | 7 mai 2000  | Socorro       | LINEAR              | —         | MPC                           |
| 60952         | 2000 JM62  | 9 mai 2000  | Socorro       | LINEAR              | —         | MPC                           |
| 60953         | 2000 JT62  | 9 mai 2000  | Socorro       | LINEAR              | —         | MPC                           |
| 60954         | 2000 JF63  | 9 mai 2000  | Socorro       | LINEAR              | —         | MPC                           |
| 60955         | 2000 JG65  | 5 mai 2000  | Socorro       | LINEAR              | —         | MPC                           |
| 60956         | 2000 JT69  | 2 mai 2000  | Socorro       | LINEAR              | —         | MPC                           |
| 60957         | 2000 JD71  | 1 mai 2000  | Anderson Mesa | LONEOS              | —         | MPC                           |
| 60958         | 2000 JD72  | 1 mai 2000  | Kitt Peak     | Spacewatch          | —         | MPC                           |
| 60959         | 2000 JH73  | 2 mai 2000  | Anderson Mesa | LONEOS              | —         | MPC                           |
| 60960         | 2000 JC74  | 3 mai 2000  | Kitt Peak     | Spacewatch          | —         | MPC                           |
| 60961         | 2000 JY74  | 4 mai 2000  | Kitt Peak     | Spacewatch          | —         | MPC                           |
| 60962         | 2000 JB76  | 6 mai 2000  | Socorro       | LINEAR              | —         | MPC                           |
| 60963         | 2000 JL76  | 6 mai 2000  | Socorro       | LINEAR              | —         | MPC                           |
| 60964         | 2000 JS76  | 7 mai 2000  | Socorro       | LINEAR              | —         | MPC                           |
| 60965         | 2000 JA77  | 7 mai 2000  | Socorro       | LINEAR              | —         | MPC                           |
| 60966         | 2000 JH80  | 6 mai 2000  | Kitt Peak     | Spacewatch          | —         | MPC                           |
| 60967         | 2000 JJ80  | 6 mai 2000  | Kitt Peak     | Spacewatch          | —         | MPC                           |
| 60968         | 2000 JY82  | 7 mai 2000  | Socorro       | LINEAR              | —         | MPC                           |
| 60969         | 2000 JO83  | 6 mai 2000  | Socorro       | LINEAR              | Mitidika  | MPC                           |
| 60970         | 2000 JA85  | 5 mai 2000  | Socorro       | LINEAR              | —         | MPC                           |
| 60971         | 2000 JM85  | 3 mai 2000  | Kitt Peak     | Spacewatch          | —         | MPC                           |
| 60972 Matenko | 2000 KN    | 23 mai 2000 | Modra         | A. Galád, P. Kolény | Phocaea   | MPC                           |
| 60973         | 2000 KC2   | 26 mai 2000 | Socorro       | LINEAR              | —         | MPC                           |
| 60974         | 2000 KC3   | 25 mai 2000 | Kitt Peak     | Spacewatch          | —         | MPC                           |
| 60975         | 2000 KR3   | 27 mai 2000 | Socorro       | LINEAR              | —         | MPC                           |
| 60976         | 2000 KW5   | 27 mai 2000 | Socorro       | LINEAR              | —         | MPC                           |
| 60977         | 2000 KE6   | 27 mai 2000 | Socorro       | LINEAR              | —         | MPC                           |
| 60978         | 2000 KP7   | 27 mai 2000 | Socorro       | LINEAR              | —         | MPC                           |
| 60979         | 2000 KW7   | 27 mai 2000 | Socorro       | LINEAR              | —         | MPC                           |
| 60980         | 2000 KF9   | 28 mai 2000 | Socorro       | LINEAR              | —         | MPC                           |
| 60981         | 2000 KP12  | 28 mai 2000 | Socorro       | LINEAR              | —         | MPC                           |
| 60982         | 2000 KO13  | 28 mai 2000 | Socorro       | LINEAR              | —         | MPC                           |
| 60983         | 2000 KP13  | 28 mai 2000 | Socorro       | LINEAR              | —         | MPC                           |
| 60984         | 2000 KQ13  | 28 mai 2000 | Socorro       | LINEAR              | —         | MPC                           |
| 60985         | 2000 KW14  | 28 mai 2000 | Socorro       | LINEAR              | Ursula    | MPC                           |
| 60986         | 2000 KN17  | 28 mai 2000 | Socorro       | LINEAR              | —         | MPC                           |
| 60987         | 2000 KW18  | 28 mai 2000 | Socorro       | LINEAR              | —         | MPC                           |
| 60988         | 2000 KR19  | 28 mai 2000 | Socorro       | LINEAR              | —         | MPC                           |
| 60989         | 2000 KJ22  | 28 mai 2000 | Socorro       | LINEAR              | —         | MPC                           |
| 60990         | 2000 KU22  | 28 mai 2000 | Socorro       | LINEAR              | —         | MPC                           |
| 60991         | 2000 KK24  | 28 mai 2000 | Socorro       | LINEAR              | —         | MPC                           |
| 60992         | 2000 KO24  | 28 mai 2000 | Socorro       | LINEAR              | —         | MPC                           |
| 60993         | 2000 KP24  | 28 mai 2000 | Socorro       | LINEAR              | —         | MPC                           |
| 60994         | 2000 KA26  | 28 mai 2000 | Socorro       | LINEAR              | —         | MPC                           |
| 60995         | 2000 KD26  | 28 mai 2000 | Socorro       | LINEAR              | —         | MPC                           |
| 60996         | 2000 KK26  | 28 mai 2000 | Socorro       | LINEAR              | —         | MPC                           |
| 60997         | 2000 KU27  | 28 mai 2000 | Socorro       | LINEAR              | —         | MPC                           |
| 60998         | 2000 KE28  | 28 mai 2000 | Socorro       | LINEAR              | —         | MPC                           |
| 60999         | 2000 KC30  | 28 mai 2000 | Socorro       | LINEAR              | —         | MPC                           |
| 61000         | 2000 KD31  | 28 mai 2000 | Socorro       | LINEAR              | —         | MPC                           |